# Fédora (pièce de théâtre)
Pour les articles homonymes, voir Fedora (homonymie).
Fédora est un drame en quatre actes de Victorien Sardou représenté pour la première fois au théâtre du Vaudeville à Paris le 12 décembre 1882, Sarah Bernhardt jouant le rôle-titre.

## Personnages
- Loris Ipanoff
- De Siriex
- Gretch
- Rouvel
- Boroff
- Désiré, valet de chambre
- Tchileff, joailler
- Cyrille, cocher
- Ivan, agent
- Princesse Fédora Romazoff
- Comtesse Olga Soukareff
- Dimitri, groom — travesti
- Mme de Tournis
- Baronne Ockar
- Marka, femme de chambre
- Le docteur Loreck
- Le docteur Muller, personnage muet
- Boleslas Lasinski, personnage muet

## Résumé

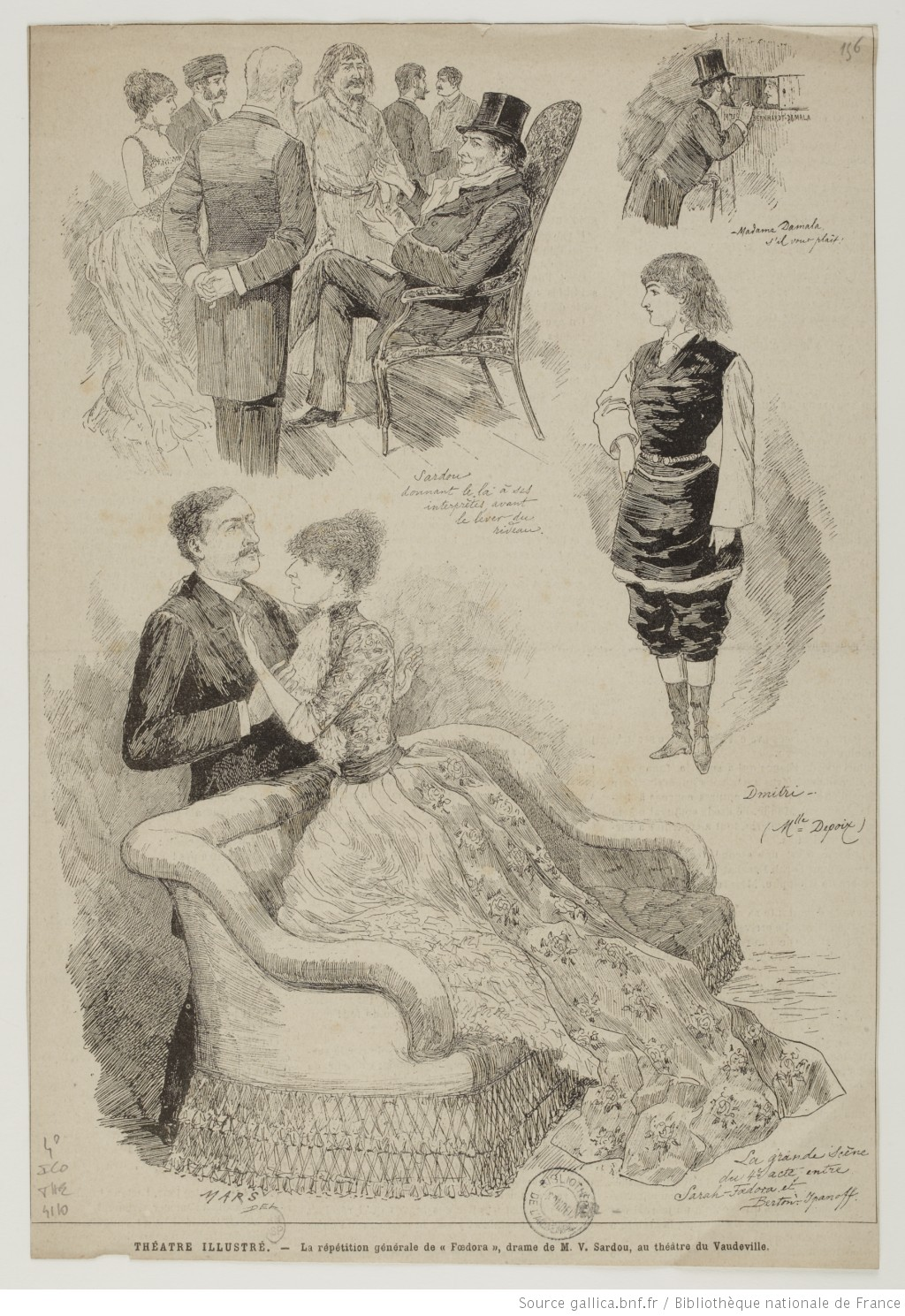
Scènes de Fédora, répétition générale au Théâtre du Vaudeville (Théâtre illustré, lithographie de Mars).

Fédora, une princesse russe, attire Loris Ipanoff pour le rendre amoureux d'elle, espérant le contraindre à avouer qu'il a assassiné le capitaine Vladimir auquel elle était fiancée. Après avoir piégé Loris, elle découvre que Vladimir était un misérable et qu'elle aime trop Loris pour le trahir. Or, elle l'avait déjà dénoncé, causant la mort du frère et de la mère de Loris. En l'entendant proférer sa haine de la personne responsable de cet acte, elle se suicide.

## Genèse
Depuis Monsieur Garat, écrit en 1860 pour Virginie Déjazet, jusqu'à Odette, donné au Vaudeville avec Réjane en 1881, en passant par La Haine ou Le Roi Carotte, opéra bouffe sur une musique de Jacques Offenbach, Victorien Sardou est un auteur à succès. Il n'a pas encore écrit pour Sarah Bernhardt qui, depuis son départ fracassant de la Comédie-Française, a parcouru l'Europe et les deux Amériques et, depuis son retour à Paris, s'occupe de peinture, de sculpture, de son fils Maurice Bernhardt et de son mari Jacques Damala. Théodora et les pièces historiques qu'il écrira pour elle viendront après le succès de Fédora.

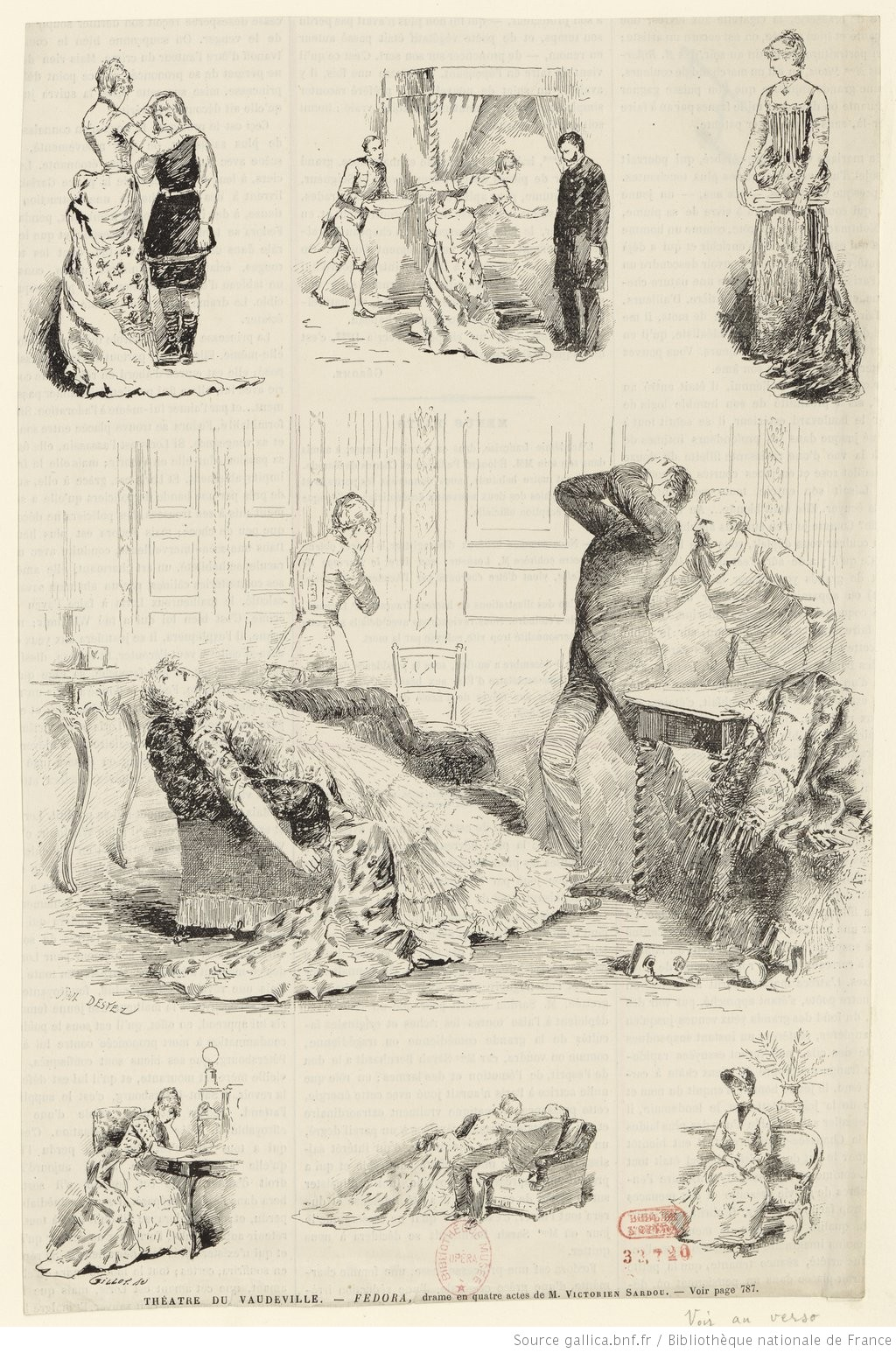
Scènes de Fédora, théâtre du Vaudeville.

Mais pour l'heure, il va porter Fédora ou Fœdora, comme le dévoile Émile Blavet sous la signature du Monsieur de l'orchestre dans Le Figaro du 4 octobre 1882, sur la scène du Vaudeville. Raymond Deslandes et Ernest Bertrand sont aux cent coups : Tête de Linotte, la comédie d'Edmond Gondinet qui fait le maximum et devrait durer plusieurs mois, devra être retirée de l'affiche. Madame Sarah Bernhardt, engagée par Raymond Deslandes aux conditions de mille francs par soirée et cent représentations assurées, jouera la pièce que Sardou lui a destinée cet hiver ou elle ne la jouera pas, du moins au Vaudeville.Il faudrait une révolution pour refréner l'engouement du public pour Tête de linotte et ainsi s'en débarrasser. La lecture de Fédora est donnée aux artistes du Vaudeville le 6 octobre 1882 et la distribution ainsi arrêtée :
- Loris Ipanoff : Pierre Berton[8]
- De Siriex : Ernest Vois[9]
- Gretch : Albert Michel[10]
- Rouvel : Corbin[11]
- Boroff : A. Georges[12]
- Désiré, valet de chambre : J. Faure[13]
- Tchileff, joailler : Charles Colombey[14]
- Cyrille, cocher : Albin[15]
- Ivan, agent : Louis[16]
- Princesse Fédora Romazoff : Sarah Bernhardt[17]
- Comtesse Olga Soukareff : Julia de Cléry[18]
- Dimitri, groom — travesti : Julia Depoix[19]
- Mme de Tournis : Chassang[20]
- Baronne Ockar : Hilaire[21]
- Marka, femme de chambre : Adriana Moisson[22]
- Le docteur Loreck : Paul Boisselot[23]
- Le docteur Muller, personnage muet : Bource[24]
- Boleslas Lasinski, personnage muet

Arthur Meyer, qui signe sous le pseudonyme de Parisis dans Le Gaulois, fait paraître dans le supplément littéraire de son journal, illustré entre autres par Alfred Stevens et Louise Abbéma, le 11 décembre 1882, jour de la générale au théâtre du Vaudeville, un entretien dans lequel Victorien Sardou relate la genèse de sa nouvelle pièce :

« La pièce qu'on joue lundi prochain au Vaudeville n'a pas de genèse particulière. Je l'ai conçue comme toutes mes autres pièces et exécutée, l'heure venue, selon mes procédés habituels […] L'idée première trouvée, ou plutôt la situation maîtresse — car il faut toujours, au théâtre, que l'idée s'incarne dans une situation autour de laquelle tout pivote — je lui ouvre un dossier. Ce dossier, composé d'abord d'une pièce unique, s'enfle peu à peu, comme la serviette d'un avocat. Le fait divers à sensation, la cause célèbre, l'original qui passe, la conversation saisie au vol, y introduisent successivement, chaque jour, chaque semaine, chaque mois, un document nouveau, sous forme de petits papiers couverts d’hiéroglyphes dont j'ai la clef. Ce travail d'accumulation dure parfois des années entières. Mais un jour l'actualité se dresse palpitante, un gros événement se produit, un théâtre se fonde, une grande artiste émerge du milieu banal, que sais-je encore ? Ce jour-là la pièce s'envole du dossier […] Ce n'est, à ce moment, qu'un embryon ! Sera-t-il dieu, table ou cuvette ? Ici commence le gros œuvre. L'idée est là, les développements aussi. Reste à savoir dans quel milieu je vais la faire vivre, à quelle époque, quels personnages je ferai mouvoir autour, de quels noms je nommerai les personnages et de quels costumes je les habillerai […] Mes héros n'ont pas de nom, ce sont des forces : A, B, C, - la femme, le mari, l'amant, si vous voulez. Du contact et du heurtement de ces trois forces doit naître une situation capitale, qui est le nœud de l'intrigue. Ma première pensée dramatique se présente toujours sous cette formule. Après quoi je cherche quelles causes peuvent amener cette situation et quelles déductions logiques on en peut tirer. C'est seulement après ce triple travail que je m'inquiète des noms et des costumes à donner à mes personnages, du pays et du temps les plus propres à les mettre en relief […] Mes confrères vont  généralement du point de départ au but ; moi, je vais toujours du but au point de départ. Ils cherchent le plus court chemin de A à Z, moi de Z à A. C'est la même chose, sauf que c'est tout le contraire. »

Sardou précise cependant, quant à la formule adoptée pour Fédora :

« Une femme A adore un homme B. B périt victime d'un meurtre. A soupçonne C  d'être l'assassin. Elle s'acharne après lui, se fait son ombre vengeresse, le ruine, le déshonore, le fait condamner à mort. Puis, cette œuvre de haine accomplie, A découvre que C est innocent. Remarquez qu'avec cette formule on peut tout faire. C'est si vrai que j'en voulais faire d'abord un opéra-comique, puis une comédie à la manière noire, enfin une pièce à costumes qui se serait passée sous le Consulat. Mais cela n'allait guère avec la nature de Sarah Bernhardt et le cadre étroit du Vaudeville. De là, le quatrième avatar […] La vérité humaine est indépendante des costumes, des noms, des époques et des milieux, ou plutôt, malgré les milieux, les époques, les noms et les costumes, elle reste la vérité. Prenez Shakespeare. Il n'est pas une de ses pièces, sauf les féeries, qui ne pût se jouer en habit noir. Un jeune homme revient d'Amérique ; il trouve sa mère en puissance d'un second mari qu'il  soupçonne être le meurtrier de son père. C'est Hamlet. La situation, pour être modernisée, est-elle moins tragique ? S'en dégage-t-il une moindre horreur ? Ophélie, pour sortir du Sacré-Cœur ou des Oiseaux, sera-t-elle moins touchante et moins digne de pitié ? Et les artifices imaginés par le poète, pour changer les soupçons du fils en certitude, ne seraient-ils pas, sauf la scène de l'ombre, aussi bien de mise à Paris qu'à Elseneur ? Les annales de la cour d'assise fourmillent d'Othellos. Eh bien, cette terrible passion de la jalousie est-elle moins intéressante parce que ceux qu'elle pousse au crime sont des bourgeois et qu'ils ne sont pas nègres ? Iago, de nos jours, est à la Bourse, et porte des moustaches rousses. En est-il moins sinistre et moins répugnant ? Est-ce que le Roi Lear vous inspire plus de sympathique pitié que le Père Goriot ?… Je pourrais multiplier les exemples. »

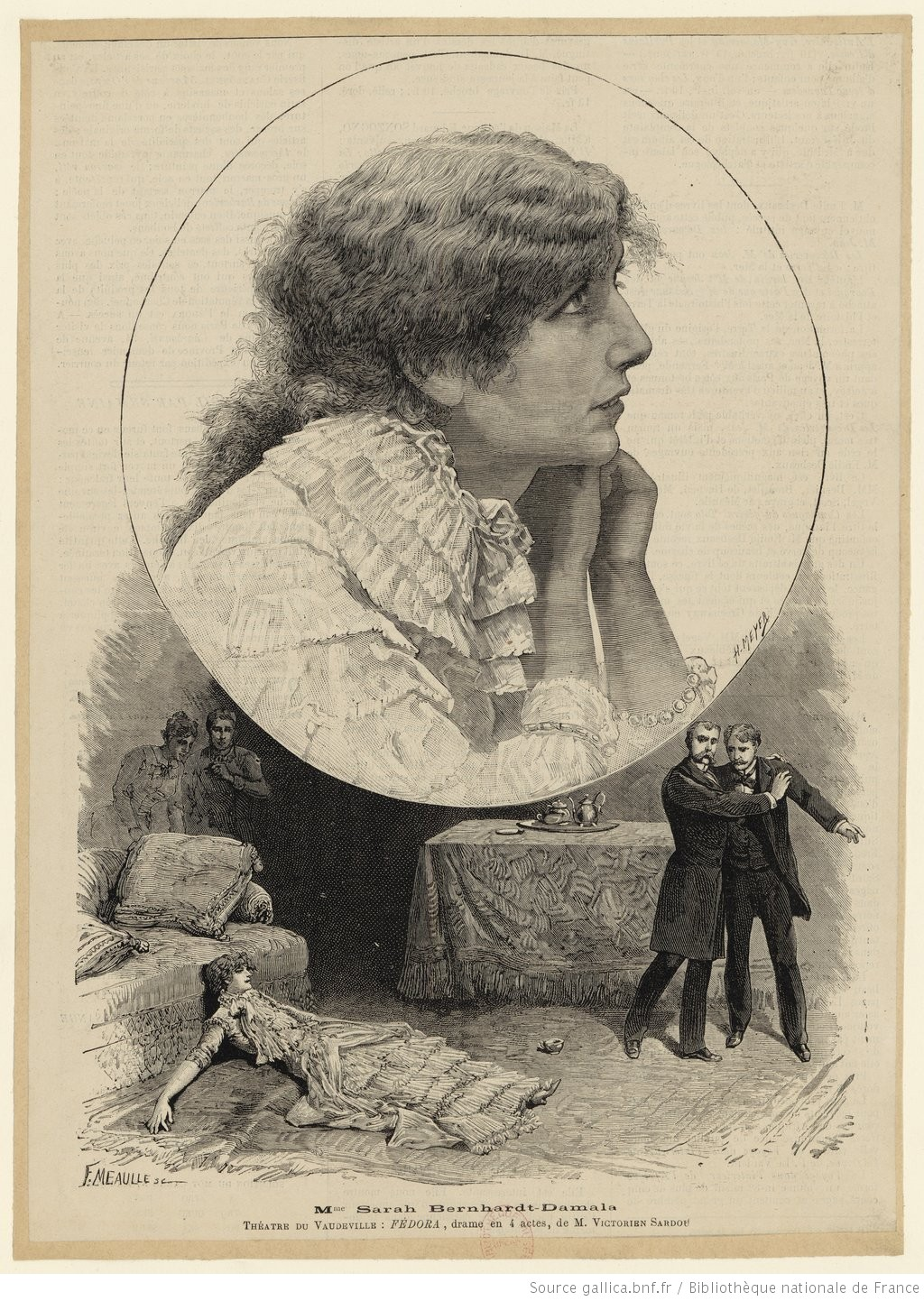
Mort de Fédora. En médaillon, portrait de Sarah Bernhardt.

Le même jour, Anatole Claveau, sous le pseudonyme de Quidam dresse dans la rubrique des « Figures contemporaines » en une du Figaro, un portrait, mi-chèvre mi-chou, mi-figue mi-raisin, de Sardou et de sa dramaturgie : Sardou est une poule pondeuse, mais chacun de ses œufs est une fête ; Sardou est un truqueur, mais le plus ingénieux depuis Eugène Scribe ; Sardou n'est qu'un amuseur, mais de la veine d'Alexandre Dumas et d'Eugène Labiche. Et de rappeler qu'« à chaque pièce, et presque à chaque scène de Sardou il se trouve quelqu'un pour l'accuser de tricherie, de poudre aux yeux, et de sortilège. On lui en veut de son esprit étincelant, de son étourdissante vivacité, du mouvement qu'il se donne et du bruit qu'il fait. On affecte d'y voir une fantasmagorie abusive, une sorte de charlatanisme ingénieux, un adroit escamotage consistant à remplacer les caractères absents, à rajeunir les situations usées par un gracieux papillotage de costumes, de décors, d'épisodes étrangers à l'action, enfin une espèce de piperie préméditée, de rouerie tapageuse substituée au développement régulier des passions, au jeu naturel de l'intrigue, une parade assourdissante, à la place d'une comédie fine qu'on attend toujours et qui ne vient pas. »
Sardou n'a pas de style, mais lorsqu'on reconnaît du style à ses plus beaux drames, à ses caractères les plus vrais, c'est qu'il les a volés, « Sardou a tout volé […] son immense bagage ne se composerait que de razzias littéraires ; il a pris la Smalah ! C'est bouffon ! » Et de conclure : « Je ne sais rien de Fœdora ; mais tenez d'avance pour certain que c'est une pièce amusante, bruyante, vivante, passionnée, à la suite de laquelle on lira dans les journaux que Sardou, avec son prodigieux talent, n'a ni le style d'Augier, ni l'amertume de Barrière, ni la force de Dumas, ni la gaîté de Labiche ; et que, malgré tout, il y a encore quelqu'un qui crie : Au voleur ! »

## Création
Fédora est créée au théâtre du Vaudeville de Raymond Deslandes et Ernest Bertrand à Paris le 12 décembre 1882 avec pour interprètes principaux Sarah Bernhardt dans le rôle de Fédora et Pierre Berton dans celui de Loris Ipanoff.

Les derniers réglages avant la générale croqués par Louise Abbéma pour Le Gaulois
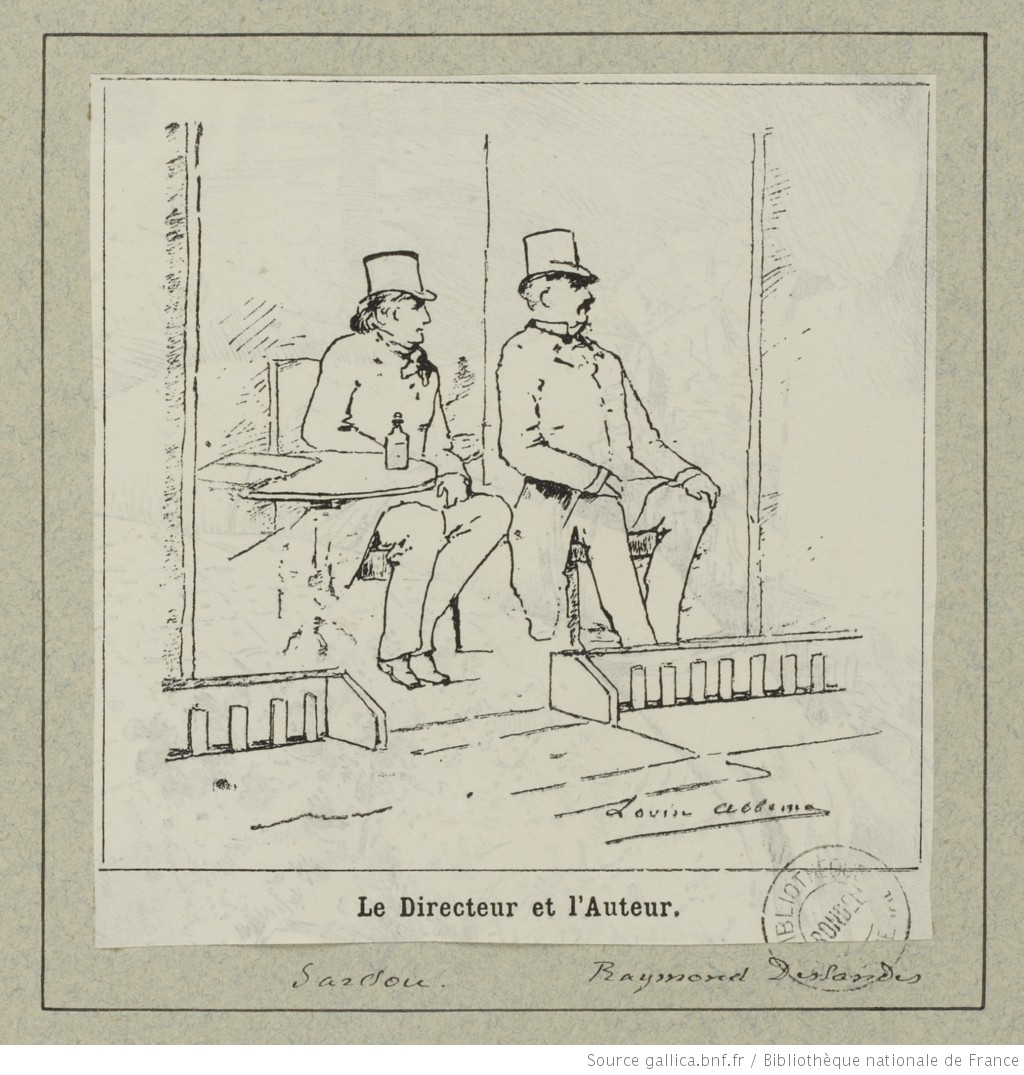
Le Directeur et l'Auteur.
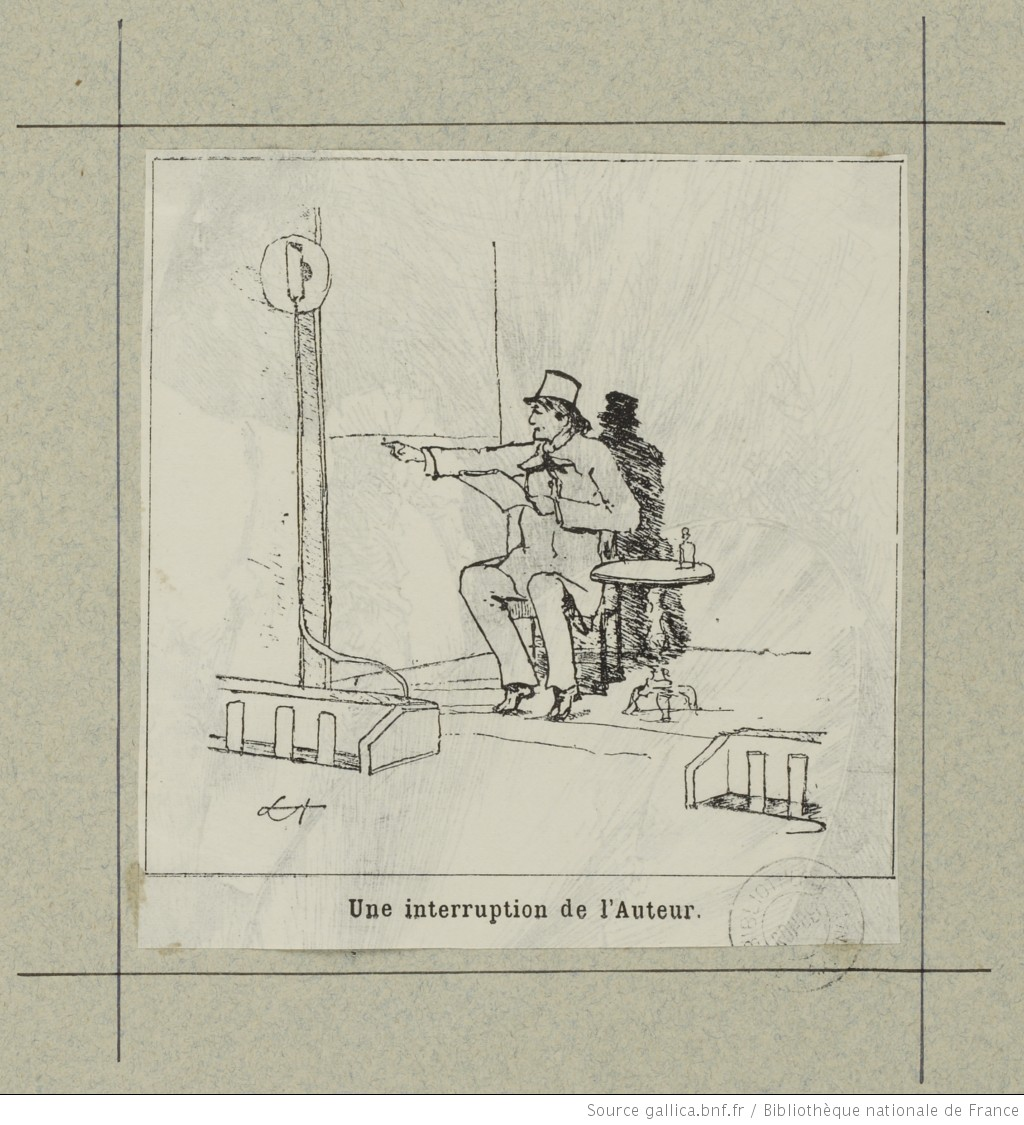
Une interruption de l'Auteur.
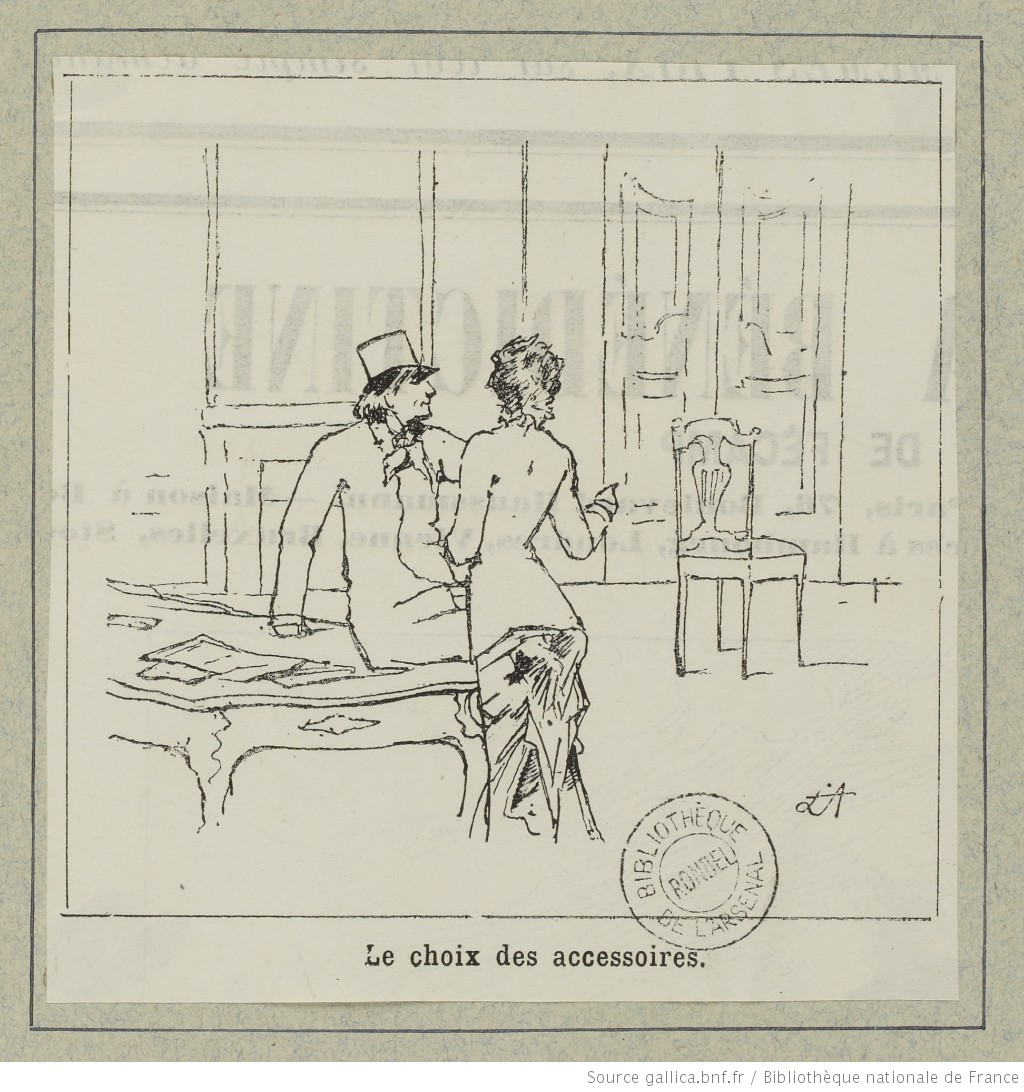
Le choix des accessoires.
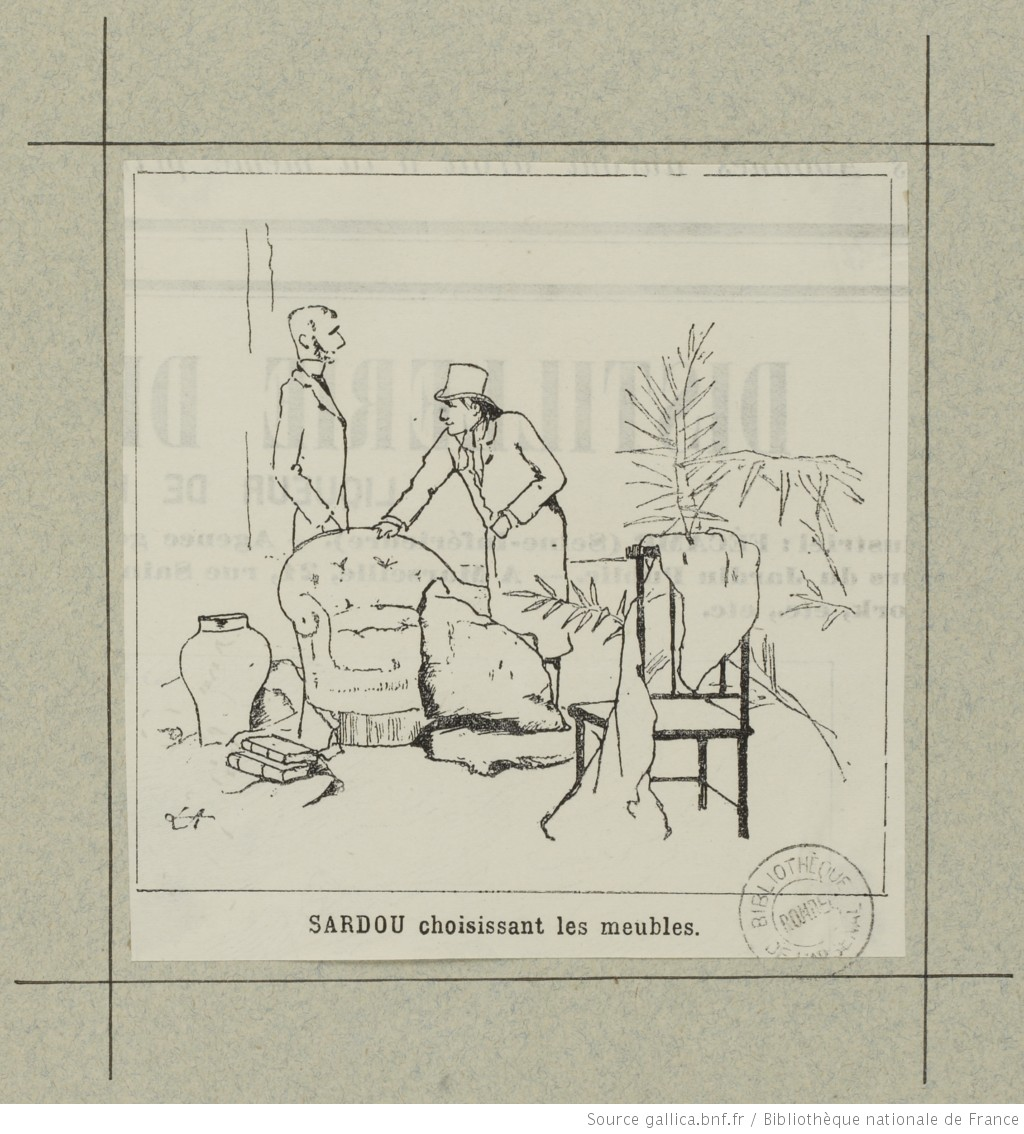
Sardou choisissant les meubles.
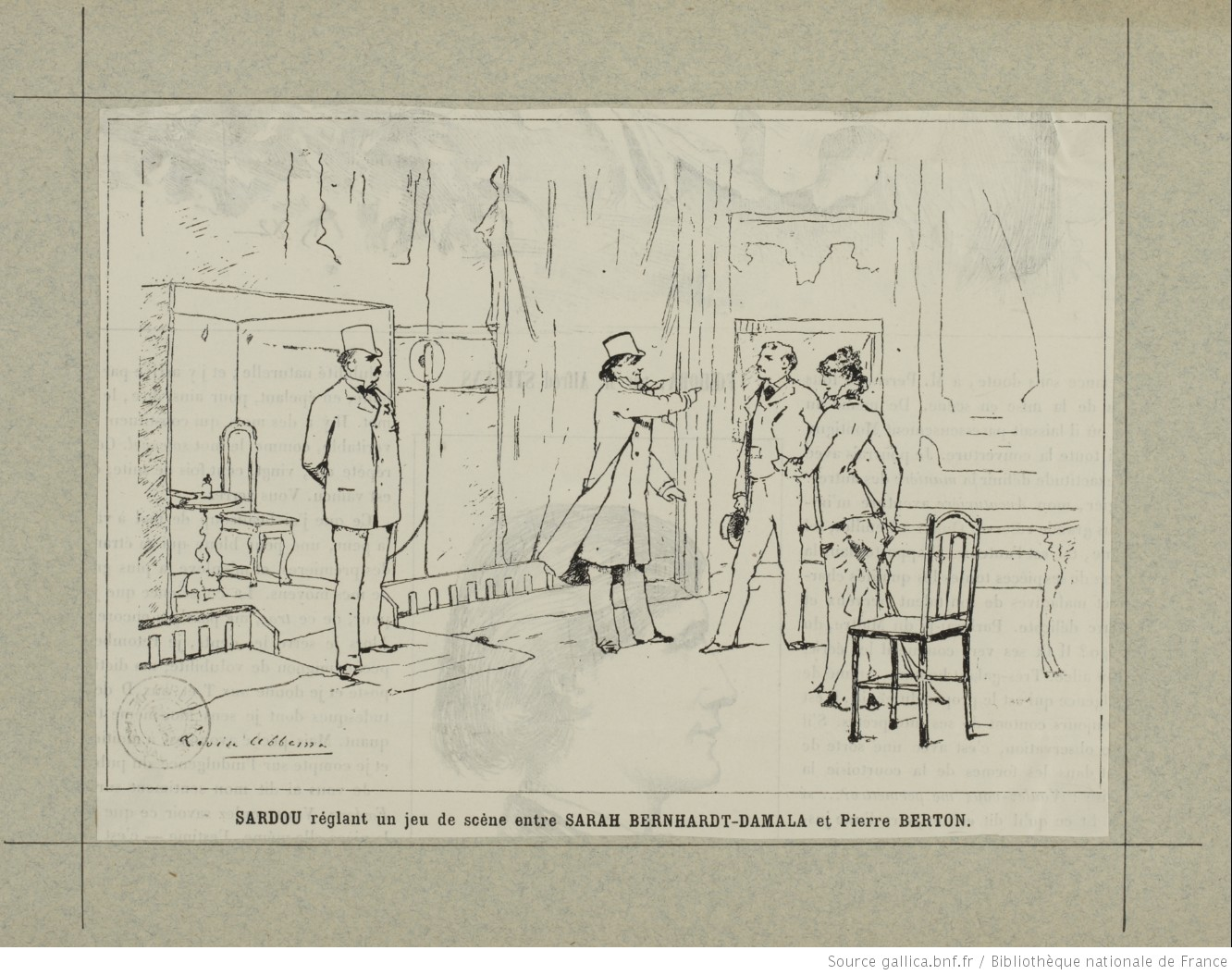
Sardou réglant un jeu de scène entre Sarah Bernhardt-Damala et Pierre Berton.
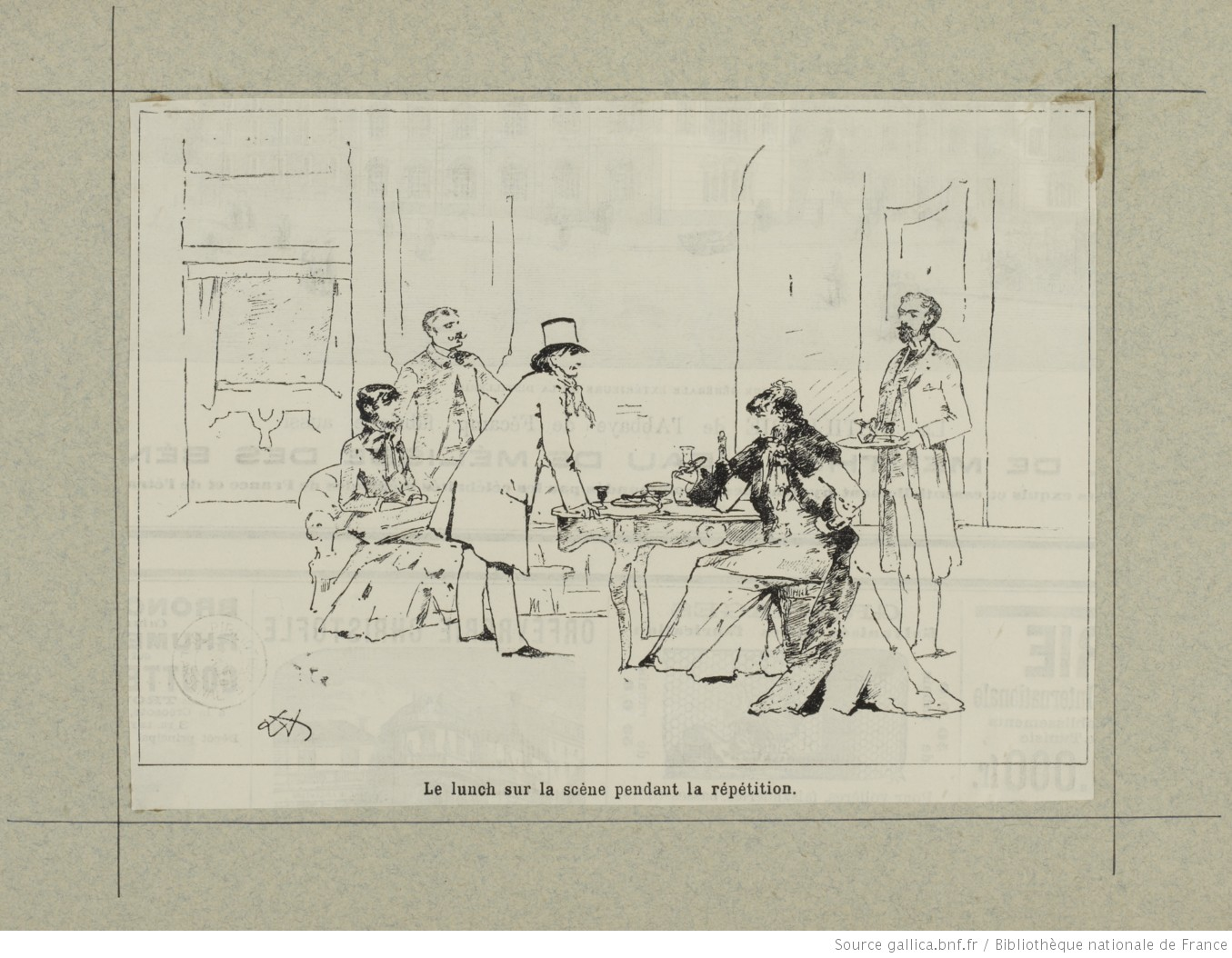
Le lunch sur la scène pendant la répétition.

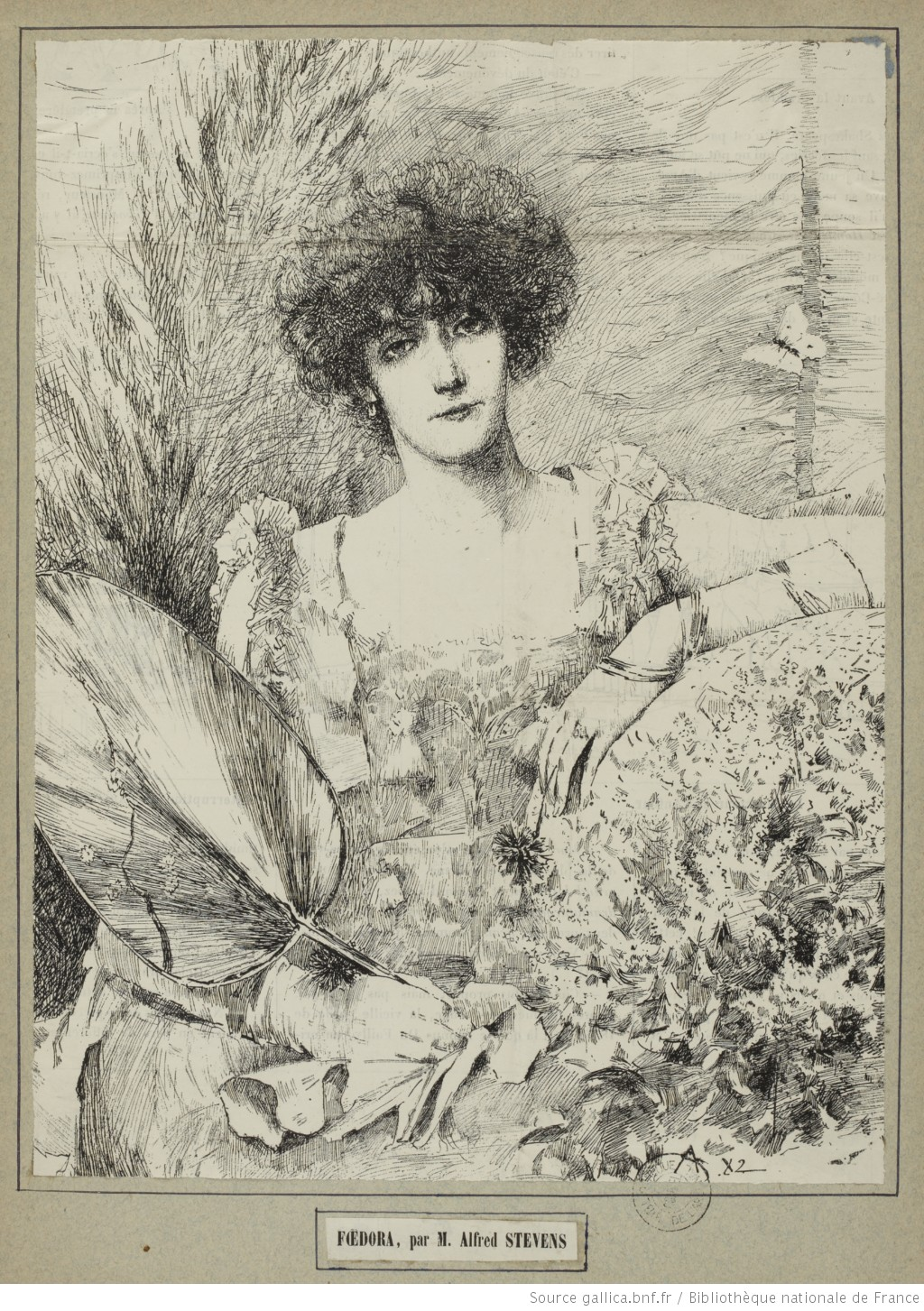
Sarah Bernhardt, lithographie d'Alfred Stevens pour le supplément illustré du Gaulois du 11 décembre 1882 à l'occasion de la création de Fédora au Théâtre du Vaudeville.

Le nom de Sarah Bernhardt, de retour à Paris après deux ans de pérégrination de par le monde, associé pour la première fois à celui de Victorien Sardou, a depuis beau temps piqué la curiosité des critiques et des amateurs de théâtre. Depuis le début des répétitions la presse a commencé à dévoiler des informations sur la pièce, sur l'auteur, sur ses interprètes. Le théâtre affiche complet pour la première et la demande du public est telle que la générale, n'admettant habituellement qu'un nombre restreint de personnes choisies, est, pour la première fois, publique : sept à huit-cents personnes y assistent, l'orchestre est comble, le balcon déborde, les loges et les baignoires sont bondées. L'engouement est tel que quelques rares fauteuils pour la première sont réservés par les journaux pour leurs abonnés ou mis aux enchères. À la lecture des comptes rendus publiés le lendemain, le public se précipite dans les bureaux de location et la salle du Vaudeville est aussitôt louée pour une trentaine de représentations.
À la suite de la critique de la pièce et des acteurs par Henry de Pène dans Le Gaulois du 12 décembre 1882, et sur la lancée du billet d'Octave Mirbeau sous la signature de Tout-Paris qui annonce dans le journal de l'avant-veille lui laisser la primeur de la présentation des toilettes de Fédora « qui sont des poèmes », Pierre Decourcelle, sous le pseudonyme de Choufleuri, poursuit, après un tour chez Sardou, chez Sarah Bernhardt puis à l'entrée du théâtre pour donner la température de cette « Soirée parisienne » de générale, par un tour d'horizon de la salle au gré de sa lorgnette en attendant les trois coups. Il note notamment la présence des personnalités suivantes :
- dans les loges d'avant-scène : la princesse Mathilde, la baronne Alphonse de Rothschild, Mme de Belleyme, M. et Mme Xavier Feuillant, M. Lucien Worms, le général de Galliffet ;
- dans les loges et baignoires : le baron Haussmann, le marquis de Flers, la baronne et le baron Jules Legoux, Ernest Legouvé, Marie van Zandt, Blanche Pierson, Bianca Ronzani, Edmond About, Madeleine Lemaire, Charles Gounod, Émile Perrin, Pierre-Étienne Carraby, Félix Cohen (ru), Georges Moreau-Chaslon, M. et Mme Édouard Hervé, Alexandre Dumas ;
- à l'orchestre et au balcon : le marquis de Massa, le prince de Sagan, le prince Galitzine, le baron Moritz von Königswarter, Henry Houssaye, Ludovic Halévy, Henri Meilhac, Alexandre de Cardenau de Borda, Gabrielle Tholer, Mary Kalb, Marguerite Ugalde, le docteur Samuel Pozzi, Léon Alfassa, Ambroise Janvier de La Motte, Jean-Jacques Weiss, le docteur Élie de Cyon, Charles de La Rounat, Georges Clairin, Léon Bérardi, Georges Ohnet, Victor Koning, Alfred Picard, Armand Gouzien, Hector Crémieux, Camille Doucet, Louis Figuier, Paul d'Arlhac, Edmond Gondinet, Jules Claretie, Alfred Delacour, Abraham Dreyfus, Mme Théodore Barrière, Marie Sasse, Anaïs Fargueil, Maria Legault[31].

La brillante liste est complétée (Marianne de Béchevet, Adolphe Belot, Raphaël Bischoffsheim, Alphonse Daudet,Louise Abbéma, Gaston Boissier, Arthur Ranc, Jean-Jacques Weiss, le général Pittié, Paul Déroulède, Céline Chaumont, Maurice Bernhardt, Alfred Stevens, Henri de Bornier, Mme Charles Buloz, Gustave de Rothschild, marquis Rainulphe Marie Eustache d'Osmond, Lia Félix, Auguste Maquet, Ernest Camescasse, Gabriel Lippmann, Mme Laurent Amodru, Olivier Halanzier-Dufresnoy, Francine Cellier, Edmond Audran, Maurice Hennequin, Auguste Vacquerie, Émile Perrin, le colonel Lichtenstein, Henri Liouville, Charles Yriarte, Mme Henri Germain), dans « La Soirée théâtrale » du Figaro du 12 décembre 1882 qui suit la première de Fédora, par le Monsieur de l'orchestre qui se désole d'être réduit dans ces colonnes à détailler quelques toilettes et quelques chapeaux, même Diavolo, même rouge brigand, quand il rêve d'exprimer l'admiration que lui inspire le merveilleux talent de la grande actrice pour laquelle Sardou vient d'écrire sa nouvelle pièce, de raconter les émotions de la salle, les sublimes emportements de Sarah Bernhardt, les grands élans dramatiques de Pierre Berton, les ovations et les rappels. Ce n'est pas là ce qu'on attend de lui. Ce rôle est réservé à Auguste Vitu chargé de la critique de la pièce à la une du journal. Aussi annonce-t-il, peut-être par dépit, qu'aucun décor ne mérite d'être décrit : 

« Salons sans goût aux ameublements sans cachet artistique, ce sont des intérieurs ayant servi bon nombre de fois, quelques-uns rafistolés pour la circonstance, tous mal et presque pauvrement meublés, avec des accessoires peints sur les toiles […] La représentation de ce soir est le triomphe de ceux qui prétendent que les beaux décors et les accessoires luxueux sont inutiles aux bonnes pièces. »

## Reprises
Le 30 mars 1886, la pièce est reprise pour quinze jours au Théâtre de la Porte-Saint-Martin de Félix Duquesnel, avant le départ de Sarah Bernhardt pour une tournée américaine qui faillit être ajournée : lors de l'une des dernières répétitions de la scène dite du « Canapé nihiliste » du quatrième acte, Pierre Berton ayant mal calculé son geste ou le canapé ayant été déplacé, la tragédienne fut violemment projetée sur le sol ce qu'elle reprocha vertement à son camarade dans une missive en ces termes : 

« Monsieur, Votre habitude de me lancer dans l'espace est de mauvais goût, donc vous êtes un homme brutal doublé d'un maladroit. Signé : Sarah »

Fort de l'enseignement de cette mésaventure, le « Monsieur » a soigneusement évité de casser les reins à sa partenaire lors de la première de cette reprise.
Dans la rubrique de « la Soirée parisienne » du Gaulois du 25 mars 1886, Raoul Toché, sous le pseudonyme de Frimousse, décrit ainsi la mise en scène, les décors et les costumes de cette nouvelle production :

« Le théâtre de la Porte-Saint-Martin a repris hier soir Fédora, le grand succès de M. Victorien Sardou et de Mme Sarah Bernhardt. On pense bien que, si M. Duquesnel, ami du faste, a consenti à monter cette simple comédie, c'est à condition de la modifier complètement au point de vue de la mise en scène et d'y introduire quelques-uns de ces clous dont lui seul a le secret. C'est donc une Fédora nouvelle qu'on vient de nous montrer, une Fédora féerique, une Fédora à tout casser. Ainsi, au Vaudeville, le premier décor représentait un simple salon russe. À la Porte-Saint-Martin, on voit tout le palais avec des escaliers de marbre et des colonnades de porphyre. La maison est occupée par deux cents domestiques avec livrées éblouissantes et par cent femmes de chambre, qui chantent un très joli chœur inédit, musique de M. Massenet. À la fin de l'acte, le décor change et représente la perspective Nevski. Fédora se précipite à la recherche de l'assassin, mais elle est arrêtée dans sa route par la retraite des chevaliers-gardes qui passent à cheval et en jouant de la trompette. C'est d'un effet grandiose. Le second acte se passe dans une soirée. M. Duquesnel a décidé que cette soirée serait costumée, ce qui lui a permis de prodiguer un luxe de travestissements vraiment incroyable. Quatre cents figurants se promènent dans les salons, couverts de soie et de velours. Il y a même un ballet qui laisse bien loin derrière lui tout ce qu'on a vu jusqu'à ce jour. D'unanimes applaudissements ont accueilli cette merveille de richesse et de bon goût. Pas beaucoup de changements au troisième acte. Là, la situation s'impose, et il serait malencontreux de la cacher sous les fleurs. Pourtant, M. Duquesnel a trouvé moyen de se rattraper sur les meubles, qui sont tous historiques. Ainsi, le canapé dont Mme Sarah Bernhardt se sert pour s'asseoir est celui sur lequel Napoléon Ier a rédigé le décret de Moscou. On n'est pas plus actuel. Le difficile était de finir la pièce d'une façon brillante. Par bonheur, le dénouement est amené par un crime, ce qui a permis à M. Duquesnel de nous servir un des plus jolis morceaux de son répertoire. Je veux parler d'un défilé de commissaires de police, de gardiens de la paix et de reporters. Il n'y a pas moins de huit cents personnes en scène. C'est féerique. Les costumes des principaux personnages ont un peu plus embarrassé le généreux directeur. La pièce se passant de nos jours, il était malaisé de se lancer dans la somptuosité. Avec Mme Sarah Bernhardt, il s'en est tiré en lui faisant porter au premier acte une robe en argent, au deuxième acte une robe en or, au troisième acte une robe brodée de perles fines, au quatrième acte une robe couverte de diamants. On m'affirme que les jarretières que la grande tragédienne porte au troisième acte, n'auront pas coûté moins de huit mille francs. Quant à MM. Pierre Berton et Angelo, ils sont forcément en habit noir. Mais M. Duquesnel a fait lui-même le voyage d'Elbeuf et a découvert un drap unique, un drap exceptionnel qui coûte douze cents francs le mètre et qui ne peut servir qu'une fois. Ai-je besoin de dire que le public n'a pas été ingrat et que l'enthousiasme le plus déréglé a récompensé ces louables efforts ? Les artistes, qui disparaissent un peu au milieu de cette profusion, ont été néanmoins rappelés quatorze fois à la fin de chaque acte. On a fait bisser à Mme Sarah Bernhardt presque toutes ses tirades et tout le monde est tombé d'accord que la pièce se jouerait certainement quinze fois, ainsi, d'ailleurs que le déclarent les affiches. Pour bien peindre l'impression générale, je ne puis que répéter cette phrase convaincue que j'ai entendue à la sortie : — C'est plus beau que le Petit Poucet. Frimousse. 
P.-S. — Au moment où je termine cet article, on m'apprend que la reprise de Fédora n'a pas eu lieu et que le théâtre de la Porte-Saint-Martin a fait relâche hier soir. M. Duquesnel ayant oublié d'en prévenir les journaux, il n'y a rien d'étonnant à ce que je n'en aie point été informé. F. »

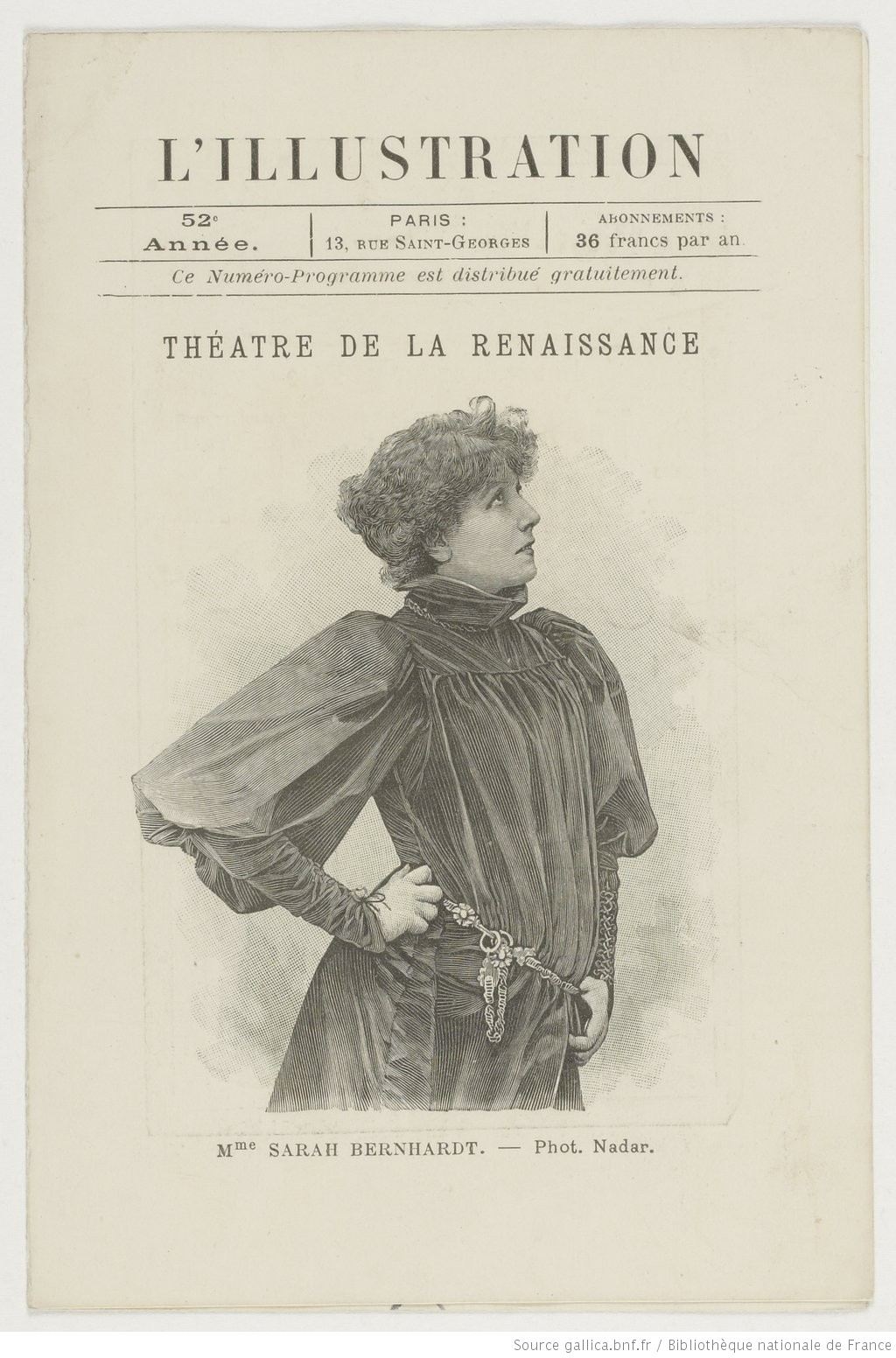
Sarah Bernhardt dans Fédora au Théâtre de la Renaissance (photographie de Nadar pour l'Illustration).

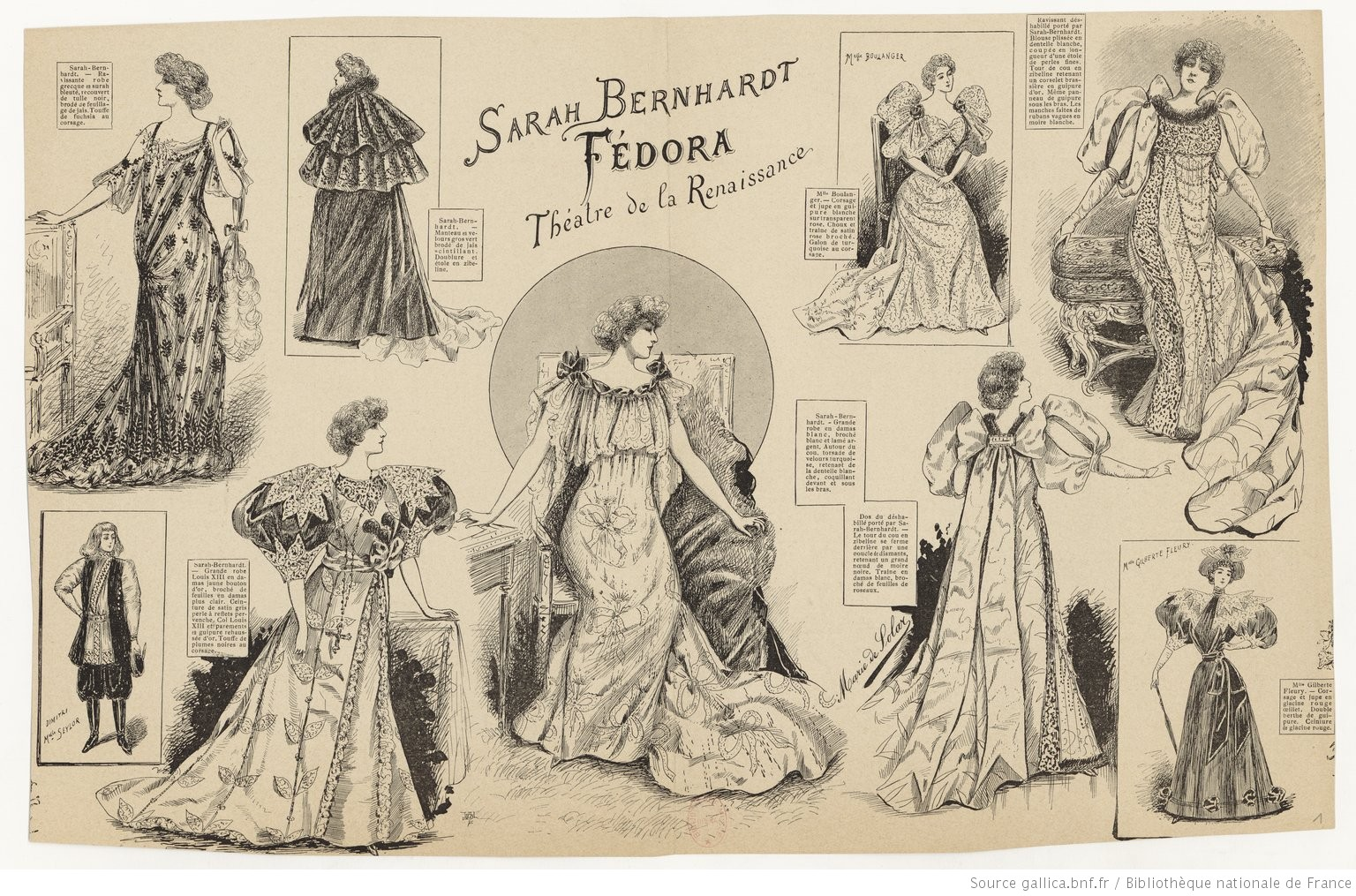
Costumes de Sarah Bernhardt pour Fédora au Théâtre de la Renaissance (gravure de Marie de Solar).

Le 3 avril 1894, la pièce est à nouveau reprise au théâtre de la Renaissance que dirigent depuis peu Sarah Bernhardt et Maurice Grau. Le rôle de Loris Ipanoff est ici joué par Lucien Guitry. Huit ans après la reprise à la Porte-Saint-Martin, Frimousse tient toujours la chronique de « la Soirée parisienne » du Gaulois. Cette fois il a vu la pièce et peut décrire les toilettes de Sarah Benrhardt, les vraies :

« Premier acte. Robe brochée vert d'eau, toute brodée de paillettes d'argent. Corsage décolleté garni de point d'Angleterre et de velours ciel. Pelisse de velours vert brodée d'émeraudes et toute doublée de zibeline.
Deuxième acte. Robe de velours violette de Parme avec dalmatique de satin noir brodée de saphirs et d'améthystes.
Troisième acte. Robe byzantine en poult-de-soie blanc, couverte d'une tunique de blonde brodée de perles fines. Garniture de zibeline.
Quatrième acte. Habit Louis XIII en brocart jaune orange lamé d'argent, ouvert sur une robe de moire aurore. »

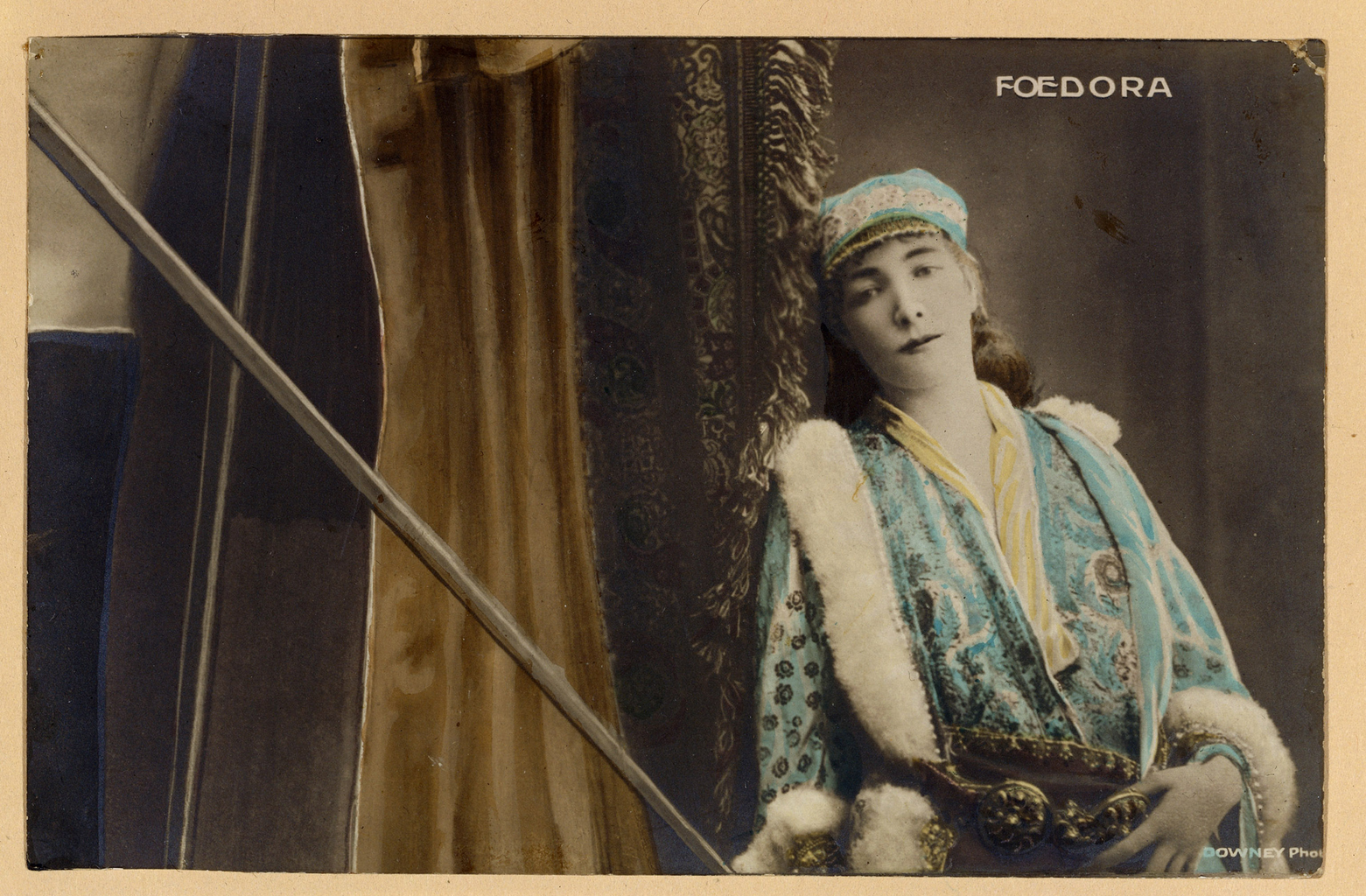
Sarah Bernhardt photographiée par William Downey dans le costume de Fédora lors de la tournée londonienne.

et décrire les quatre salons : « d'abord le salon russe, très slave et très chic puis le salon franco-russe, d'un goût quelque peu cosmopolite et tout à fait amusant puis le salon correct, d'une belle architecture, et enfin le salon bien parisien, très gai, très ensoleillé, d'un arrangement exquis. »
Dès 1892, Fédora est donnée sur la scène londonienne, pour neuf représentations du 22 juin au 22 juillet 1892 au Royal English Opera House (Sarah Bernhardt Fédora, Albert Darmont Loris Ipanoff), trois représentations les 26 mai, 31 mai et 16 juin 1893 au Lyric Theatre (Eleonora Duse Fédora, Flavio Andò (it) Loris Ipanoff), quatre représentations du 4 au 21 juillet 1894 au Daly's Theatre (en) (Sarah Bernhardt Fédora, Lucien Guitry Loris Ipanoff), cinquante-cinq représentations de l'adaptation de Herman Charles Merivale à Haymarket du 22 mai au 19 juillet 1895 (Mrs Patrick Campbell/Mrs H. B. Tree (en) Fédora, Herbert Beerbohm Tree Loris Ipanoff), deux représentations les 15 et 17 juin 1897 au Comedy Theatre (en) (Sarah Bernhard Fédora, Abel Deval Loris Ipanoff), deux représentations les 3 et 5 juillet 1897 à l'Adelphi Theatre (Sarah Bernhardt Fédora, Albert Darmont Loris Ipanoff).

## Réception

### La critique

#### Le Gaulois
Après avoir décrit la pièce par le menu, acte par acte, scène après scène, en s'étonnant par-ci par-là de quelques détails (« Celui ci est le cocher (pourquoi diable n'a-t-il pas sa barbe ? où vit-on jamais un cocher russe sans barbe ?) » ; « Fédora ouvre la fenêtre — ce qui ne s'est jamais vu en hiver, de mémoire de Russe, depuis le jour où Pierre le Grand jeta les fondements de Saint-Pétersbourg »), sans s'attarder cependant dans la critique du texte ou de la scénographie et avant de consacrer trois mots au talent de Pierre Berton et des autres acteurs, Henry de Pène dans Le Gaulois du 12 décembre 1882 lance une vibrante tirade à la gloire de Sarah Bernhardt :

« Fédora est morte vive Sarah ! Oui, vive Sarah Bernhardt ! Je vous le dis en toute vérité, ce qu'elle vient de nous faire voir est prodigieux. J'en appelle à ceux qui se souviennent de Rachel, à ceux dont Marie Dorval a mouillé les yeux; Sarah Bernhardt, dans Fédora, est l'égale des plus grandes et des plus irrésistibles. Certes, si l'on veut épiloguer, il y a des défauts dans le détail de sa diction, des mots qui échappent, des articulations tantôt incomplètes, tantôt exagérées. Mais, l'ensemble est unique. C'est la vie, la vérité, la passion, la nature même c'est un personnage creusé avec une grande profondeur de psychologie, et rendu avec une puissance de relief tout à fait extraordinaire. Fédora est toute la pièce, et d'acte en acte, de scène en scène, on monte avec elle les degrés de l'angoisse jusqu'au sommet de la montagne de douleurs que couronne une agonie nouvelle, qu'elle a trouvée après toutes les agonies dont le théâtre est jonché. »

Le Gaulois poursuit avec la publication de la scène clé (Acte III ; scène III) entre Fédora et Loris Ipanoff et avec la relation de cette « Soirée parisienne » par Pierre Decourcelle, sous le pseudonyme de Choufleuri . Le journal publie le même jour un supplément « extraordinaire » consacré à l'événement, illustré par des dessins originaux et inédits de Louise Abbéma et Alfred Stevens.

Lors de la reprise de la pièce au Théâtre de la Porte-Saint-Martin le 30 mars 1886, Henry de Pène est toujours aussi admiratif pour le prestige de Sarah Bernhardt, le talent de Pierre Berton et le grand art de Victorien Sardou dont il loue l'habileté à émouvoir le spectateur dès le premier acte : « Ce n'est, si l'on y réfléchit bien, que la mise en scène d'un fait-divers. Mais je vous défie de réfléchir quand Sardou veut que vous soyez haletant. La consigne est de frissonner, et on frissonne. » Admiration partagée par Raoul Toché, sous le pseudonyme de Frimousse. Frappé par la stratégie de Sarah Bernhardt dans la conduite de sa carrière qui, avant son départ en Amérique, termine la série de ses représentations en France par un triomphe dans le drame de Sardou avec lequel elle avait triomphalement débuté, le journaliste traduit son émotion par la composition d'un petit conte qu'il dit Arabe : 

« Dieu créa Sarah Bernhardt. 
Quand il l'eut créée, il s'aperçut qu'il faudrait quelqu'un pour l'habiller. 
Alors, il créa Sardou. »

Outre le toujours fidèle Frimousse, le critique de la reprise, huit ans plus tard, au Théâtre de la Renaissance, le 3 avril 1894, est cette fois Hector Pessard qui constate que le drame de Victorien Sardou n'a rien perdu de sa vigueur et de son élan, que Sarah Bernhardt a trouvé le moyen de surprendre encore une fois ses plus fervents admirateurs et que le jeune comédien Lucien Guitry a interprété de rôle de Loris Ipanoff avec une sobriété, une justesse et une puissance d'émotion d'un grand effet.

#### Le Figaro
« Fédora est un véritable drame qui s'ouvre et s'achève entre deux morts. » Ainsi débute la critique de la pièce de Victorien Sardou par Auguste Vitu dans le Figaro du 12 décembre 1882. Une pièce « écrite d'une langue forte, expressive, poignante, qui dédaigne les ornements inutiles pour toucher droit au cœur ». Suit la description du premier acte, qualifié de prologue par le journaliste fasciné par son effet foudroyant, « prologue, tout en action, dans lequel les personnages ne disent que le petit nombre de paroles nécessaires, et qui, par la vérité des détails, la simplicité en apparence ingénue des moyens, mais en réalité par l'intensité concentrée des épisodes, donne la sensation de la vie réelle. » Un « merveilleux trompe-l’œil » cependant, dont la faiblesse se fera jour à la fin du troisième acte. La relation du deuxième acte s'ouvre sur la présentation de la comtesse Olga Soukareff, « une très grande dame, très jeune, très jolie, très coquette, très-dépravée à la fois et très naïve, qui mêle dans ses plaisirs le dilettantisme et le nihilisme, la poudre de riz et la nitroglycérine. ». Vitu poursuit en contestant l'objection avancée par ses collègues, qu'il considère plus spécieuse que fondée : un télégramme rectificatif de Fédora n'aurait pas annulé l'effet meurtrier de sa lettre au père de Vladimir, chef de la police et « tigre affamé de sang ». En revanche il s'étonne d'une invraisemblance qui relève d'une ficelle de théâtre pour faire avancer la pièce : le tiroir ouvert qui a permis à Loris de découvrir la lettre de sa femme, la comtesse Vanda Ipanoff, à son amant le prince Vladimir Garishkine.
« Un débit, saccadé, précipité, et souvent trop bas, qui ne laisse arriver aux oreilles qu'une faible partie des phrases [attribué] à une anxiété nerveuse » au premier acte, n'empêche pas le journaliste de reconnaître à Sarah Bernhardt « les qualités exceptionnelles d'une artiste hors ligne, plus proche peut-être de madame Dorval que de Rachel, mais à coup sûr douée de cette spontanéité dans l'inspiration qui plonge l'émotion comme un poignard dans les fibres et dans les nerfs [qui] a le mouvement, le geste, l'art suprême d'écouter, de donner une expression au silence et de s'absorber dans l'action comme si c'était sa vie réelle qu'elle jouât naturellement », de s'émouvoir des mots qu'elle détache « comme des plaintes de l'âme » et du « monde d'idées et de passion » qu'elle fait passer dans un mot. Quant à Pierre Berton, il y a beau temps que Vitu l'a placé au premier rang des artistes contemporains et son appréciation est largement confirmée par la prestation de la soirée : « Amoureux, délicat, charmant dans les premières scènes, bientôt énergique, et dramatique au plus haut degré dans le récit du meurtre […] La douleur a rarement rencontré un interprète plus éloquent et plus pénétré. »

## Adaptations
Le compositeur italien Umberto Giordano écrit pour la soprano Gemma Bellincioni un opéra vériste en trois actes, Fedora, dont le livret d'Arturo Colautti est tiré de la pièce de Victorien Sardou et dont la première, donnée au Théâtre lyrique de Milan le 17 novembre 1898, révèle le ténor Enrico Caruso dans le rôle de Loris Ipanov.
La pièce a été adaptée au cinéma en 1928 par Ludwig Berger sous le titre La Femme de Moscou (The Woman from Moscow).

## Commentaires

### Sarah Bernhardt à propos du rôle de Fédora
« Fédora ? demandez-vous… Pour moi, Fédora, c'est comme une seconde création de la femme. Ève, la création de Dieu, c'est  la femme. Fédora, la création de Sardou, c'est toutes les femmes. C'est du moins ainsi que j'ai compris le rôle. Fédora, c'est l'incarnation de tous les charmes et de tous les défauts féminins. Pour rendre à souhait la conception de l'auteur, elle doit être à la fois coquette comme une Slave, violente comme une Espagnole, amoureuse comme une Italienne, raffinée comme une Française, racée comme une Anglaise ; un ange déchu aux ailes blanches. J'ai tâché d'être tout cela, et pour la première fois ça m'a servi d'avoir beaucoup voyagé, car j'ai pu prendre tous ces types divers sur le vif. »

### Némésis
En se défendant d'y trouver une identité de donnée dramatique, Henry de Pène, dans le Gaulois du 12 décembre 1882, compare la leçon à l'adresse de Némésis vengeresse contenue, à la fois, dans Le roi s'amuse et dans Fédora : dans le drame romantique de Victor Hugo, Triboulet, voulant venger sa fille qu'il aime plus que tout au monde, la tue en croyant tuer son séducteur ; chez Sardou, Fédora, voulant venger son fiancé, livre à la police du tsar celui qu'elle découvre aimer en réalité et, ne pouvant le venger de sa forfaiture, se venge d'elle-même en s'empoisonnant. Et de Pène de conclure : « On ne badine pas plus avec la vengeance qu'avec l'amour » en référence aux jeux de l'amour et de la vengeance dans le drame d'Alfred de Musset.

### Instinct du théâtre, génie dramatique, puissance et simplicité
Douze ans après la création de Fédora, Hector Pessard, reconnaît toujours à son auteur l'instinct du théâtre, le génie dramatique, la puissance et la simplicité qui ont fait son succès et les exprime en ces termes dans le Gaulois du 4 avril 1894 à l'occasion de la reprise du drame de Victorien Sardou au théâtre de la Renaissance :

« Ramassée à la façon d'un fauve, l'action angoissante saute à la gorge des spectateurs et, d'un coup de griffe, sec, rapide, déchirant, les retient haletants à leur place, dans l'écrasement d'une terrifiante hallucination. On n'essaie même pas de se défendre. Sceptiques ou blasés, sous le poids de la terrible patte, s'abandonnent sans résistance aux sillons qu'elle trace dans les cervelles et dans les cœurs. On n'a pas le temps de respirer. M. Victorien Sardou, guidé par un sens littéraire très juste, s'est interdit dans cette œuvre toute littérature, au sens étroit du mot […] Strictement, presque sèchement, les héros de la tragédie échangent le minimum possible d'idées et de répliques. C'est une escrime meurtrière, dans laquelle l'épée ne s'écarte pas d'une ligne et ne s'attarde pas en d'inutiles élégances. Elle est là pour faire souffrir, pour tuer. Elle martyrise et tue avec un acharnement qui cache l'incomparable maîtrise de celui qui en tient la poignée […] Le romanesque le plus violent, contenu, comprimé par une des plus puissantes mains dramatiques de ce temps, a des allures simples, naturelles et presque réalistes »

### Le Drame de la rue de la Paix
La question s'est posée de savoir si Fédora était ou non un plagiat du Drame de la rue de la Paix d'Adolphe Belot. Auguste Vitu y répond en écrivant dans sa critique de la pièce de Victorien Sardou dans le Figaro du 12 décembre 1882 : « Il existe entre le beau drame d'Adolphe Belot et Fédora un point de contact évident c'est la découverte par une femme, dans l'homme qu'elle aime, de l'assassin dont elle poursuivait le châtiment situation profondément émouvante, qui appartient en propre à M. Belot. Mais elle formait le dénouement de son drame, et c'est là précisément que commence la pièce de Victorien Sardou. Tandis que le héros de Belot n'était coupable que d'un homicide involontaire, celui de Sardou a vengé à la fois son honneur conjugal et l'amour trahi de la femme qui maintenant se donne à lui ce développement absolument nouveau constitue à lui seul une pièce toute nouvelle aussi, et qui comptera parmi les plus puissantes créations de ce maître du théâtre. »

### Exotisme et décadence
La mise en scène tient de manière générale une place essentielle dans le travail de création de Victorien Sardou particulièrement estimé par les réformateurs Antoine et Lugné-Poe. Dans Fédora, l'expression diffuse de l'exotisme et du sentiment de la décadence servent l'efficacité de son intrigue et la construction du rôle principal.
La « tentation de la décadence » participe en effet des caractéristiques du personnage et de l'aura de Sarah Bernhardt dans les milieux du décadentisme. L'exotisme s'y trouve aussi, dans une moindre mesure cependant que dans la plupart des pièces historiques que Sardou écrit pour elle. Dans Théodora par exemple c'est toute l'imagerie byzantine qui est portée sur la scène. Ici, Fédora est une Russe du grand Empire finissant. Ce choix de Victorien Sardou ne relève pas du hasard : la « russité » qu'a acquise Sarah Bernhardt à l'occasion de sa tournée triomphale en Russie la saison précédente culminant avec les représentations de Saint-Pétersbourg devant le tsar Alexandre III entre pour une grande part dans sa décision.
Pour l'autre part, c'est l'actualité du début des années 1880, dans laquelle la Russie est au premier plan, qui guide le choix de Sardou : articles d'Anatole Leroy-Beaulieu publiés à partir de 1880 dans la Revue des Deux Mondes qui seront plus tard publiés dans L'Empire des tsars et les Russes, préparation par Eugène-Melchior de Vogüé du Roman russe qui sera édité en 1885, représentation des Danicheff d'Alexandre Dumas fils en 1876 au théâtre de l'Odéon, triomphe de Michel Strogoff de Jules Verne et Adolphe d'Ennery sur la scène du théâtre du Châtelet en 1880. Mais c'est surtout dans l'actualité de l'assassinat en 1881 du tsar Alexandre II et de la violente répression organisée en riposte par Alexandre III que Sardou place l'intrigue de Fédora.
Le premier acte se passe à Saint-Pétersbourg, les trois autres à Paris. Dans le premier, la « russité » est paradoxalement à peine suggérée par un élément du décor presque concédé : on « entrevoit, au fond, les saintes images ». L'exotisme est laissé de côté au bénéfice de la démonstration du caractère francophile de Pétersbourg : Désiré, le valet de chambre de Vladimir est un Parisien, la troupe du théâtre Michel où l'on se donne rendez-vous joue le répertoire français, le restaurant Borel où l'on se retrouve pour dîner est un établissement français. 
L'action du deuxième acte se déroule dans les salons parisiens de la haute société cosmopolite. Le dialogue dans lequel la comtesse Olga Soukareff décrit sa vie avec son tempérament infiniment slave à l'attention de Sirieix, l'attaché de l'ambassade de France de retour de Pétersbourg, révèle l'étendue de cette mode décadente en condensant pratiquement tous les thèmes chers à Léon Tolstoï et Fiodor Dostoïevski : l'instabilité, la frénésie sexuelle, le jeu, l'errance, la tentation religieuse. Il montre aussi l'influence d'Arthur Schopenhauer et la tendance à l'esthétisme qui explosera dans le Très Russe de Jean Lorrain. Le décor du dernier acte présente le même paradoxe que celui du premier : le samovar posé dans un coin du salon Louis XVI donnant sur le Cours la Reine pose aussi discrètement que les « saintes images » une touche d'exotisme, une trace de couleur russe sur fond de valeurs parisiennes.
L'exotisme n'est pas visible dans Fédora. La « russité » y a simplement pour fonction d'installer la notion de décadence qui se fait jour dans l'esprit fin de siècle de la société parisienne. Violence, névrose, cruauté sont les caractéristiques d'une princesse Fédora qui, sous des dehors civilisés représente un Orient « bizarre […] pour nous autres occidentaux », les caractéristiques du personnage créé en 1882 par Victorien Sardou pour Sarah Bernhardt.

## Argument

### Premier acte: Mort de Vladimir
Nous nous trouvons, au premier acte, à Saint-Pétersbourg, dans le cabinet de travail du capitaine Vladimir Yariskine, fils du nouveau préfet de police.
Nous voyons, au lever du rideau, le valet du chambre du capitaine Vladimir, un Français nommé Désiré, très dévoué à son maître ; il est en conférence avec un bijoutier de Saint-Petersbourg, maître Tchileff. Celui-ci a entendu parler d'un futur mariage entre le capitaine Vladimir et une grande dame dont on ne dit pas encore le nom dans les cercles de la haute société russe ; aussi, le bijoutier est-il là pour attendre le maître de la maison et lui offrir ses services pour les cadeaux précieux à mettre dans la corbeille de mariage. Mais Vladimir ne rentre pas, et les heures s'écoulent pendant que Désiré et Tchileff parlent familièrement de la fiancée inconnue, de son énorme fortune et de celle, non moins grande, de Vladimir. La conversation s'étend sur tout ce qui se passe en Russie, sur la situation politique, les dangereux exploits des nihilistes et les craintes qu'inspirent au peuple et aux négociants les menaces de ces conspirateurs qui ne reculent devant rien et qui ont déjà, tout récemment, fait sauter le tsar Alexandre II. Vladimir est, d'après l'avis général, plus menacé que quiconque puisqu'il est le fils du préfet de police ; mais il est jeune, fort, riche et beau, et de taille à se défendre. Le bijoutier Tchileff, qui craint la concurrence des bijoutiers juifs au sujet des fournitures à faire à Vladimir à l'occasion de son magnifique mariage, essaie de mettre le valet de chambre Désiré dans ses intérêts, en lui offrant des cadeaux personnels. Cependant, l'heure continue à marcher, et Désiré commence à être inquiet de l'absence de son maître, qui avait coutume depuis quelque temps de rentrer de meilleure heure, quand on annonce la Princesse.
La princesse c'est Fédora, princesse Romazoff, veuve, fiancée de Vladimir. Pourquoi vient-elle chez lui à pareille heure ? Désiré fait disparaître le bijoutier et introduit Fédora, qui entre avec Dimitri, le groom du capitaine. — Où est Vladimir ? s'écrie-t-elle. Car elle aussi est inquiète, très inquiète. Les bruits politiques sont loin d'être rassurants ; elle attendait son fiancé dans sa loge, au théâtre, et, ne l'ayant pas vu de toute la soirée, elle n'a pu y tenir et est accourue pour voir s'il n'avait pas été victime d'un accident. Ni Désiré ni Dimitri ne peuvent la renseigner. Le jeune capitaine est sorti, à son heure habituelle, avec quelques amis pour aller dîner au restaurant Borel. De là, il devait aller au théâtre Michel ; il a dû oublier qu'il avait donne rendez-vous au bijoutier, et il est probable qu'il sera allé à son cercle. Fédora, qui se meurt d'angoisse et d'impatience, envoie au cercle ; mais on n'y a pas vu le capitaine. En attendant, le temps s'écoule et l'on ne sait plus que penser. Fédora, frémissante, ne tarit pas de questions à Désiré, s'informe des moindres détails du départ de Vladimir, envoie chez ses amis, partout ; mais personne n'a de nouvelles. Enfin, on se met à espérer qu'il est allé, par ordre, chez son père, le préfet de police, qui est en ce moment hors de Saint-Pétersbourg, à Gatchina, auprès de l'Empereur.
Soudain, un grand bruit retentit, Fedora pousse un cri de joie : c'est la voiture de Vladimir qui rentre ! Les pressentiments terribles qu'elle avait depuis le commencement de la soirée s'évanouissent ; il rentre enfin, elle va le voir ! Hélas ! Ce n'est pas Vladimir qu'elle voit apparaître. C'est un officier de police qui fait son entrée, suivi de deux de ses agents et d'un gentleman, M. de Siriex, secrétaire de l'ambassade de France. Ils annoncent qu'ils ramènent Vladimir très dangereusement blessé et qu'ils ont mandé des médecins en toute hâte, car le cas est grave. Ils s'informent de la personnalité de Fedora et prennent des précautions avant de lui apprendre la fatale vérité ; on a transporté le blessé dans sa chambre, qui est au fond de la scène, mais on n'en laisse approcher personne. Les médecins arrivent ; au milieu des anxiétés de Fédora et sous l'œil de l'officier de police, ils examinent la blessure, reconnaissent qu'elle provient d'une balle de revolver et déclarent la situation extrêmement grave. Ils interdisent à tout le monde l'accès de la chambre, envoient quérir leurs trousses et des remèdes et s'enferment avec le blessé. Restée seule avec les hommes de police et les deux serviteurs Désiré et Dimitri, Fédora fait commencer l'enquête sur le crime. M. de Siriex et le cocher de Vladimir sont d'accord sur leurs déclarations, mais ils ne savent pas grand-chose qui puisse éclairer les magistrats. Vladimir s'est fait conduire dans un quartier éloigné et est descendu dans une maison isolée au-milieu de vastes jardins abandonnés, où se trouvait établi un tir. On ignore à qui appartient la maison ; elle a été. louée par une femme inconnue, assez âgée. À peine Vladimir est-il entré seul dans cette maison, que deux coups de feu se sont fait entendre ; deux coups tellement rapprochés que le cocher a même cru, tout d'abord, qu'il n'y en avait eu qu'un. Au même instant, un homme, qu'on n'a pas reconnu, est sorti de la maison et a pu disparaître rapidement en déjouant toutes les poursuites. Évidemment, cela ne suffit pas pour faire avancer l'enquête ; les preuves manquent, et on en est réduit à des conjectures. Tout ce qui semble être absolument clair à tout le monde, c'est que le crime a été commis par les nihilistes, par vengeance politique.
Mais voilà que, tout à coup, un incident nouveau vient jeter un peu de lumière sur tout ce mystère. Un domestique se rappelle qu'une femme âgée est venue apporter une lettre à Vladimir, avant l'heure du dîner, et hâtivement Vladimir a mis cette lettre dans le tiroir de sa table à écrire. Sûrement, cette lettre donnait un rendez-vous au capitaine, et ce rendez-vous était celui du guet-apens oéù on l'attendait et où il a succombé. Mais c'est en vain qu'on fouille dans le tiroir, la lettre n'y est plus. Comment a-t-elle disparu ? Qui l'a volée ? Certainement le capitaine ne l'a pas reprise : il s'est levé et est sorti en voiture aussitôt après l'avoir jetée dans le tiroir. — Toute cette enquête, parfois interrompue par les allées et venues des médecins et de ceux qui les servent, est aussi saisissante que terrible par le naturel émouvant de la mise en scène. — Le capitaine meurt sans pouvoir prononcer une parole, au milieu des pleurs déchirants et du désespoir profond de sa fiancée, des regrets de ses domestiques et de la profonde émotion de tous les assistants, M. de Siriex et les hommes de police. On croirait alors qu'il n'y a plus qu'à en rester là et à attendre que la justice suive son cours, en recherchant l'homme qu'on a vu s'enfuir de la petite maison du tir au pistolet et la vieille femme qui a loué cette maison et qui est probablement la même qui a apporté une lettre au capitaine. Mais alors, sous de pressantes interrogations du chef de police, un domestique se souvient tout-à-coup d'un événement que, dans son trouble, il avait complètement oublié. Il raconte que, après le départ de son maître, un jeune homme s'est présenté pour lui parler ; qu'il est entre dans le cabinet de travail et que, affirmant être l'ami de Vladimir, il a désiré lui laisser un mot écrit ; qu'il s'est approché de la table à écrire, mais qu'il s'est aussitôt ravisé en disant : "Bon! c'est inutile ; je lui dirai moi-même de vive voix ce qui m'amenait. Et il est alors reparti. Sûrement, cet inconnu est le voleur de la lettre de la vieille femme. Mais quel est cet inconnu? Le jeune domestique, pressé de questions, se rappelle l'avoir déjà, vu une fois, mais il ne se souvient pas de son nom. Tout le monde se met alors à l'aider dans ses souvenirs, et, chacun lui disant les divers noms des hommes qui ont pu, depuis quelque temps, se présenter a l'hôtel de Vladimir, il finit par déclarer que ce visiteur de la nuit s'appelle Loris Ipanoff.
Loris Ipanoff! Mais c'est un jeune seigneur extrêmement riche, dont personne n'a jamais rien dit. Il est vrai que le vol n'a pas été le mobile de l'assassinat, mais il peut y avoir mille autres raisons. Il ne connaît pas la princesse Fédora, la fiancée de Vladimir, ce n'est donc pas non plus une vengeance d'amoureux ; mais enfin, il n'y a pas de doutes à avoir. C'est lui qui a vole la lettre, c'est lui qui a tue l'infortuné capitaine. Loris Ipanoff n'était pas l'ami de Vladimir ; ils ne vivaient pas dans le même monde, ils ne fréquentaient pas la même société. Vladimir était un viveur, un gentilhomme de bruit et de tapage, tandis que Loris Ipanoff passe pour être un jeune seigneur sage, sérieux et travailleur ; mais qu'importe ? C'est encore une raison, une preuve de plus. Loris Ipanoff est un nihiliste; il a servi d'instrument à ces conspirateurs qui essaient sans cesse de soulever la Russie. Il est très riche, mais les nihilistes comptent dans leurs rangs de grands noms et de grandes fortunes. D'après une phrase célèbre, citée d'ailleurs dans la première scène de cet acte entre Désiré et Tchileff : « Il y a des nihilistes même à la table du tsar. » On se souvient aussi, à ce moment, d'une lettre adressée il y a huit jours à Vladimir, dont le père venait d'être nommé préfet de police et se signalait déjà par des mesures de rigueur. Cette lettre, comme le dit Désiré, était ainsi conçue : « Si votre père continue à nous persécuter de la sorte, il prépare pour vous une mort violente. » Plus de doute ! Le crime est l'œuvre des nihilistes ; Loris Ipanoff est nihiliste, et c'est lui qui est l'assassin du capitaine. Fédora, dont la mort de son fiancé, loin d'abattre son courage, a surexcité au plus haut point le désespoir amoureux et le désir acharné de vengeance, bondit de colère et de joie en pensant que le crime ne va pas rester impuni ; elle fait passer dans l'âme de tous ceux qui l'entourent sa fièvre et son indignation, et c'est à qui, sous son inspiration, ira le premier arrêter le criminel. Loris Ipanoff habite précisément en face de la maison de Vladimir, au second étage ; on y court, tandis que quelques-uns retiennent Fédora qui voudrait aller l'arrêter elle-même et peut-être se venger de ses propres mains. Anxieuse, regardant à la fenêtre qui donne sur celles de Loris, elle attend ! Mais les hommes de police ne trouvent pas Loris cbez lui ; il vient de s'échapper. Il avait donc prévu son arrestation. C'était donc bien lui l'assassin ! Et Fédora, désespérée, folle, ne se connaissant plus, va se jeter au cou de Vladimir, embrassant avec fureur son cadavre et s'abîmant dans son immense douleur.

### Deuxième acte: Chez la comtesse Olga
L'action se passe maintenant à Paris, fort peu de temps après ces terribles événements qui ont fait tant de sensation à Saint-Pétersbourg. La Russie est toujours dans la même situation ; en proie aux machinations des nihilistes et surtout à la terreur qu'elles lui inspirent, le gouvernement du tsar se voit forcé, pour essayer d'assurer la sécurité de son Empire trop vaste, d'envoyer et d'entretenir partout des espions qui le renseignent et qui, au besoin, se font les instruments des vengeances privées, sans reculer devant des actes que ne permet la justice d'aucun pays. Pour les délits et même les crimes politiques, toutes les nations accordent le droit d'asile aux étrangers ; aussi, les sicaires de la police russe sont-ils forcés quelquefois, en France, en Suisse, en Allemagne, de recourir au rapt, à l'enlèvement, même à l'assassinat des nihilistes, contre lesquels aucun pays civilisé n'accorderait l'extradition. Cette courte explication est nécessaire avant d'aller plus loin dans l'exposé de cette pièce, qui est le chef-d'œuvre de Victorien Sardou dans le genre du drame moderne.
C'est, en effet, chez une nihiliste que nous nous trouvons, à cette heure, à Paris. Une nihiliste ardente et convaincue, cette comtesse Olga Soukaroff qui a une immense fortune, qui possède un hôtel luxueux à Paris, et qui y reçoit tous les Russes rebelles ou mécontents, tous les condamnés, les échappés des mines et des bagnes de Sibérie, en un mot tous les hommes politiques vaincus qui rêvent l'affranchissement de leurs concitoyens et la liberté de leur patrie. Au lever du rideau, nous nous trouvons donc chez la Comtesse Olga Soukaroff, et nous y retrouvons Rouvel et l'ancien attaché de l'ambassade de France à Saint-Pétersbourg, M. de Siriex. Siriex raconte qu'il a quitté son poste pour rentrer à Paris comme secrétaire du ministre des Affaires étrangères. Depuis trois mois qu'il a quitté la Russie, il est sans nouvelles ni renseignements, et il en demande. Rouvel lui répond, et la conversation tombe sur la comtesse Olga Soukaroff, sur ce qu'elle fait et sur le monde qu'elle reçoit. La comtesse passe pour être une blasée, qui recherche dans l'excentricité et la politique des plaisirs et des sensations qu'elle ne trouvait pas ailleurs. En ce moment, elle est notamment occupée de lancer et de présenter aux Parisiens un jeune pianiste de génie, un nihiliste. Elle se prend au sérieux comme femme politique, mais ce ne peut être bien réel, d'après ce que dit Rouvel. C'est une femme charmante, un peu toquée, et voilà tout. Pour le moment, sa maison est très agréable, elle reçoit brillamment tous les mercredis, et sa passion actuelle est le pianiste en question, le malheureux proscrit Boleslas Lasinski, nihiliste et polonais. Quand la comtesse Olga entre en scène, elle se réjouit de revoir sa vieille et bonne connaissance M. de Siriex, et la conversation devient tout d'abord très intéressante, puisque l'on va y apprendre des nouvelles de Fédora, aussitôt après qu'Olga aura fait la présentation et le magnifique panégyrique de son pianiste adoré.
Loris Ipanoff, qui se trouve à Paris et qui est le cousin de la comtesse Olga, ne manque aucune des réceptions de son aimable cousine. Il s'y trouve donc, ce soir-là. À son nom, M. de Siriex s'étonne et demande si c'est bien le Loris Ipanoff qui a été accusé du meurtre commis à Saint-Pétersbourg sur le fiancé de Fédora. Mais personne ne sait ce que veut dire Siriex, et c'est avec un ensemble parfait qu'Olga, Rouvel et les autres lui disent que Loris Ipanoff est l'homme le plus charmant du monde. La comtesse Olga raconte alors une charmante excursion qu'elle a faite, la veille, sur la Seine, de Paris à Maisons-Laffitte, sur le yacht de la princesse Fédora. On dit à Siriex que, en effet, la princesse Fédora est à Paris, qu'elle a quitté Saint-Pétersbourg depuis deux mois, et Loris confirme cette nouvelle. Siriex tombe d'étonnements en étonnements en voyant que Loris parle de Fédora aussi tranquillement que si rien ne s'était passé, et en apprenant que Fédora se trouve en France par ordre du gouvernement russe avec lequel elle est au plus mal. La stupéfaction de Siriex redouble en apprenant que Loris faisait partie de l'excursion de la veille, sur le yacht de Fédora, et que cette dernière n'a jamais parlé à son amie Olga du malheur qui lui était si récemment arrivé en Russie, la mort de son fiancé. Il est vrai que rien n'est étonnant dans la conduite mystérieuse d'une femme comme Fédora, car elle descend en droite ligue des Cantacuzène, ces terribles empereurs d'orient qui régnèrent si longtemps à Constantinople. Elle porte même à son doigt leur anneau impérial, et elle a parfois la cruauté de ses ancêtres ; la veille encore, pendant l'excursion sur la Seine à bord de son yacht, elle a fait jeter à l'eau un matelot qui lui avait désobéi.
Siriex, pour avoir le cœur net de tout ce mystere qui l'environne, critique un peu Fédora et sa conduite, met en doute la sincérité de ses actes et nie qu'elle soit une nihiliste expulsée de Russie. Loris défend chaudement Fédora et ne paraît nullement ému quand Siriex, à bout d'arguments, met enfin la conversation sur l'assassinat de Vladimir Yariskine. Siriex s'avoue que toute sa diplomatie. est battue par l'habileté des gens qui l'entourent, et il se promet d'essayer enfin de savoir la vérité auprès de la princesse Fédora elle-même, dont on annonce la prochaine arrivée à la soirée d'Olga. Après quelques théories de cette dernière sur le charme qu'il y a à aimer un conspirateur, un criminel politique, comme l'est son pianiste Boleslas, en se disant toujours qu'une tête si chère peut tomber le lendemain, la princesse Fédora fait son entrée dans les salons de la comtesse. Dès qu'elle peut se débarrasser ces autres personnages, Fédora se trouve seule avec Siriex. Elle lui confesse qu'elle poursuit toujours sa vengeance, qu'elle n'est à Paris que dans ce but, qu'elle a des hommes de la police russe à ses ordres, et qu'elle est toujours convaincue que c'est Loris qui a tué Vladimir. Il ne le lui a pas dit, cependant, mais tout le fait supposer. Quant à elle, elle n'a rien dit : c'est en n'éveillant aucun soupçon sur ses intentions qu'elle pourra arriver à venger son fiancé. Leurs projets de mariage n'étaient pas encore publics ; aussi, quand, après son crime, Loris a réussi à quitter la Russie sans délai en dépistant toutes les poursuites, il ne savait rien concernant Fédora et Vladimir ; rien donc ne devait lui faire prendre garde à elle. Ils ont ainsi pu faire connaissance, et leur intimité a promptement marché. C'est à ce point que Loris est devenu profondément amoureux de Fédora, qu'il croit proscrite et persécutée comme lui-même. Il est très riche, elle aussi ; par conséquent il est sincère. Fédora n'attend plus qu'une occasion très prochaine pour profiter de cet amour et lui faire confesser son crime. S'il ne l'a pas commis, elle le quittera et l'oubliera pour aller sur une autre piste, car elle no saurait jamais renoncer à venger Vladimir. S'il est coupable, elle le livrera sans pitié. Mais le temps et le charme de Loris ont déjà commencé leur œuvre; Fédora se plait parfois à douter de la culpabilité de ce jeune homme, quoiqu'elle soit pour elle bien avérée, et elle avoue sincèrement à Siriex qu'elle préférerait trouver Loris innocent !
Après cette scène, écrite et pensée de main de maître par le grand auteur français, comme elle est si incomparablement rendue par l'illustre actrice qui l'a créée, Loris rentre et se trouve enfin, dans les salons d'Olga, en tête-à-tête avec la princesse Fédora. Cet entretien, une des plus émouvantes pages du théâtre contemporain, arrive aux plus hauts degrés qu'aient jamais pu atteindre l'émotion et l'intérêt dramatique. Fedora dit à Loris qu'elle ne l'attendait par ce soir-la, et elle se laisse aller à lui parler d'amour et à lui permettre de lui en parler aussi. Tantôt sincère et passionnée dans ce qu'elle dit elle-même, tantôt réagissant contre sa secrète sympathie et tendant des pièges à son amoureux, elle finit par croire à son innocence et elle lui annonce qu'elle va repartir pour la Russie dès le lendemain, car elle a reçu du tsar sa grâce pleine et entière. — Venez avec moi ? lui dit-elle ; le tsar vous pardonnera aussi. — Vous n'avez pas dû commettre de grands crimes ; j'intercéderai pour vous. Mais Loris ne peut pas, ne veut pas. Il sait qu'on ne lui accordera pas sa grâce, car on l'accuse d'avoir assassiné le fils du préfet de police, Vladimir Tariskine. Son père est très vindicatif et ne croira jamais à son innocence. — Mais vous la prouverez, nous la prouverons, s'écrie Fedora. — Et si je ne puis pas la prouver ? — Comment ? — Fedora, m'aimez-vous ? — Et bien oui, je vous aime ! — Vous m'aimez ? Vous ? Eh bien, alors, je puis tout vous dire. C'est moi qui ai tué Vladimir ! À cette épouvantable révélation, Fédora, se ressouvenant de ses serments et de la mission qu'elle s'est imposée, ne pense plus soudain qu'à venger son fiancé. Mais comment faire ? Ce n'est que par l'amour qu'elle peut attirer le meurtrier dans un guet-apens. Aussi, ne veut-elle pas ici entendre la justification, les explications de Loris ; il les lui promet pour le lendemain, mais elle les veut plus tôt ; il lui faut la vengeance immédiate, le lendemain est trop éloigné pour elle. Elle l'attendra, cette nuit même, chez elle ; elle lui donne les moyens de pénétrer dans sa maison. Puisqu'elle l'aime, qu'a-t-il à craindre ? Qu'il ne s'arrête ni devant les dangers qu'il peut courir, ni devant le respect qu'il lui doit ; elle l'aime ! Pourrait-il hésiter ? Devant d'aussi brûlantes paroles, Loris n'hésite point, en effet. Il ira, cette nuit même, chez Fédora. Et Fédora sera vengée !

### Troisième acte: Chez la princesse Fédora
Après la soirée chez la comtesse Olga, l'action se passe chez Fédora, au bord de la Seine, dans son hôtel sur le quai, en face duquel se trouve amarré son yacht de plaisance.
Fédora, fiévreuse et triomphante à la fois, sent qu'elle tient enfin sa vengeance ; elle ne la laissera pas échapper. Elle donne des ordres à ses domestiques et fait venir en toute hâte l'officier de la police russe que l'on a mis à sa disposition, ce même Gretch qui a mené, au premier acte, l'enquête sur l'assassinat de Vladimir. En attendant Gretch, Fédora reçoit M. de Siriex, qui lui avait promis de passer avant de rentrer chez lui, pour savoir des nouvelles sur ce qu'elle a pu apprendre de la culpabilité de Loris. Fédora lui annonce qu'elle a tout appris, puisque Loris lui a tout avoué. Elle n'en a pas encore les détails, mais elle va les avoir. C'est évidemment comme nihiliste que Loris a tue le fils du préfet de police, car il a prononcé devant elle le mot de châtiment. Depuis quelque temps, le gouvernement russe demande au gouvernement français l'extradition de Loris, mais sans pouvoir l'obtenir ; Fedora supplie M. de Siriex de s'employer à la faire accorder, et elle s'étonne des raisons que lui donne le secrétaire du Ministre pour lui faire comprendre qu'aucune nation civilisée ne s'abaisserait au point de livrer un condamné politique. Fédora agira donc seule. Il est fort tard, personne ne se promène à cette heure sur les quais ; ses hommes de police saisiront Loris, le bâillonneront, le jetteront au fond du yacht qui est en face, sur la Seine, et Fédora le conduira elle-même dans la mer de la Manche, où elle le livrera, pieds et poings liés, à un vaisseau de guerre russe qui y est précisément en station. C'est ce qu'elle explique tout au long au policier Gretch, dès que Siriex est sorti. On va laisser entrer Loris sans qu'il se doute de rien, mais on se jettera sur lui et on l'enlèvera aussitôt qu'il quittera la maison. Gretch, de son côté, donne à Fédora les nouvelles de ce que lui et ses espions ont découvert dans la journée. Comme Loris s'est aperçu qu'on lui dérobait ou qu'on décachetait avant lui toutes les lettres qui lui étaient adressées de Russie, c'est maintenant par des personnes venant directement de Saint-Pétersbourg qu'il les reçoit. Le jour même, il en a reçu une de son frère Valérien Ipanoff, capitaine dans la garde du tsar. Plus de doutes, le frère est aussi un nihiliste. Fédora prend la plume et écrit au préfet de police qu'elle tient enfin Loris, qu'elle va le lui envoyer vivant, que son frère Valérien est son complice, et que, par conséquent, Vladimir va être venge par son père et par sa fiancée. Fédora fait mettre cette lettre à la poste et, ordonnant à ses gens d'aller dormir et aux agents de police de suivre ses instructions formelles, elle reste seule pour attendre Loris. Elle va pouvoir savourer à son aise sa vengeance.
Loris se presente ; comme toujours, il dit qu'il a été suivi par des espions ; Fédora le rassure ; en somme, pourquoi donc s'est-il fait nihiliste ? À ces mots, Loris s'étonne ; il n'est pas nihiliste, il ne l'a jamais été, il ne s'occupe pas de politique. — Mais, dit Fédora incrédule, pourquoi avez-vous tué Vladimir Yariskine ? — Ce n'est pas comme nihiliste, s'écrie Loris ; c'est parce qu'il m'avait pris ma femme ! — Votre femme ? — Oui, ma femme. Et le jeune homme raconte alors ce qui s'est passé. Il vivait seul avec sa mère, à la campagne, dans un château ; sa vieille et sainte mère avait une jeune lectrice, belle et spirituelle. Dans cette fréquentation de tous les instants, Loris était devenu amoureux de la demoiselle et avait voulu l'épouser. Mais sa mère, qui avait du bon sens et jugeait autrement que lui les mérites et les qualités de la lectrice, avait refusé son consentement à une telle union et même avait congédié la jeune personne. Loris, désespéré et toujours plein d'amour, lui avait assigné un rendez-vous à Saint-Pétersbourg, où ils s'étaient rejoints et mariés, en cachette, devant un prêtre, en espérant toujours que tôt ou tard la mère consentirait à ce mariage et que les deux époux devant Dieu pourraient enfin se proclamer tels devant le monde. La jeune femme était coquette et semblait prêter un peu trop d'attention aux flatteries des hommes ; une fois, Loris avait dû se présenter chez Vladimir, pour le prier de cesser ses assiduités et ses galanteries vis-a-vis de sa femme Vanda. Les choses en étaient là, et Loris n'avait aucun soupçon sur la conduite de sa femme, quand un jour, parti pour aller au château de sa mère, il ne put prendre le train et rentra chez lui. Il n'y trouva qu'une vieille domestique qui rapportait à sa maîtresse une lettre de Vladimir lui assignant un rendez-vous pour cette nuit. Cette lettre était une réponse à une autre de la femme de Loris qui prévenait Vladimir du départ de son mari. Loris court chez Vladimir, ne l'y trouve pas, mais aperçoit dans un tiroir encore ouvert la lettre de sa femme : il s'en empare et court au rendez-vous des deux criminels. Le rendez-vous avait lieu dans une maison isolée, louée pour Vladimir sous un faux nom. Loris s'y introduit, surprend les deux amants ; un duel immédiat a lieu, Vladimir tire le premier et manque Loris, qui, tirant à son tour, blesse mortellement son adversaire. Pendant ce temps, la femme coupable s'est enfuie, sans prendre ses vêtements de fourrure, et s'est réfugiée dans la maison d'une amie, où elle a trouvé la mort des suites du froid quelle a ressenti dans sa fuite précipitée. Loris, lui aussi, est allé chercher un asile chez un de ses amis, nommé Boroff, qui lui a facilité les moyens de passer la frontière. — Ce Boroff, qui se trouvait hier encore à Paris chez la comtesse Olga, vient justement de partir pour Pétersbourg pour dire toute la vérité à l'Empereur pour essayer d'obtenir la grâce de Loris. Mais il ne l'obtiendra certainement pas, tant que le préfet de police sera Yariskine, le père de Vladimir. Fédora s'étonne de ce que la femme de Loris n'ait pas parlé avant de mourir. À quoi Loris explique quelle s'était tue par crainte d'être compromise et d'être envoyée en Sibérie.
Maintenant, comment a-t-on été tout de suite sur la vraie piste du meurtrier ? Qui a été assez clairvoyant et assez méchant pour deviner que c'était Loris et pour mettre toute la police a ses trousses ? Le jeune homme l'ignore. Ne sachant vraiment si Loris est un profond misérable ou un martyr bien à plaindre, Fédora met en doute la véracité du récit qu'elle vient d'entendre. Pour lui prouver que tout est vrai dans ce qu'il a dit, Loris lui montre la lettre de sa femme Vanda, qu'il a prise dans le tiroir de Vladimir ; cette preuve ne suffisant pas à Fédora, il lui donne à lire toutes les lettres que Vladimir avait adressées à sa femme et que Loris a trouvées chez elle la nuit même du meurtre. Fédora les prend, en reconnaît l'écriture et les lit ; au fur et à mesure qu'elle les parcourt, une révolution terrible se fait en elle. Elle voit dans ces lettres que Vladimir parle d'elle avec le plus grand dédain, qu'il jure à sa maîtresse qu'il ne se marie que forcé par son père, qu'il n'aimera jamais que la femme de Loris et que, même après l'odieux mariage qu'on lui impose, sa seule femme continuera d'être elle, et que Fédora ne sera jamais rien pour lui. Devant ces révélations inattendues, ces preuves irrécusables, Fédora ne doute plus ; mais que faire ? Elle lui offre de partir elle-même pour la Russie et d'aller demander sa grâce ; s'il ne consent pas, elle restera elle aussi, car elle l'aime maintenant et ne veut plus le quitter. Loris déclare qu'il est trop tard, qu'il vient justement de recevoir une lettre de son frère Valérien, dans laquelle il lui annonce que ses biens sont confisqués et qu'il est condamné à mort. Devant la misérable existence qui lui est faite désormais, il ne se croit plus le droit d'importuner Fédora de sa présence et de son amour et, en même temps que pour lui faire sa pénible confession, c'est pour lui dire un adieu éternel qu'il est venu cette nuit chez elle.
Mais Fédora se souvient tout-à-coup que Loris ne peut sortir de la maison sans être aussitôt enlevé, assassiné même, par les hommes qu'elle a placés aux alentours pour cela. Si Loris sort, il est perdu, et elle ne peut plus le sauver. Elle le supplie donc de rester, d'attendre, de ne pas la quitter. Mais il est tard, et Loris insiste pour sortir, ne serait-ce que par le respect qu'il a pour la princesse qu'il ne veut pas laisser effleurer par la malveillance du monde. Devant ce danger imminent, ne se souvenant plus que du martyre de cet innocent, de son amour pour elle et de la mort à laquelle il court ; frémissant aussi d'indignation au souvenir de l'infamie du lâche et traître Vladimir, Fédora n'hésite plus. Elle ne peut pas lui raconter qu'elle-même a placé des gens pour l'assassiner, mais elle le prie, le supplie, au nom de son amour pour lui ! Elle se donne à lui, elle n'a que lui au monde, elle ne veut pas qu'il parte ; elle veut le garder. Que lui fait la malveillance publique ? Elle l'aime ! Et Loris, non moins amoureux, non moins passionné qu'elle, reste chez Fédora !

### Quatrième acte: Mort de Fédora
Nous avons laisse Fedora et Loris dans les bras l'un de l'autre, oubliant les dangers du moment et ne pensant plus aux éventualités redoutables de l'avenir.
Quand le jour est venu, Fédora, congédiant les hommes de police, a bien fait monter Loris sur son yacht, mais ce n'était plus pour le livrer à la justice russe ; ils sont allés ensemble dans l'île anglaise de Jersey, sur les côtes de France. Là, ils ont vécu pendant quinze jours, en pleine lune de miel, loin du monde et des témoins importuns. Cependant, à Paris, leurs amis et connaissances savent ce qu'il en est et s'entretiennent fort de cette escapade amoureuse. C'est ce que se racontent Siriex et la Comtesse Olga, qui se trouvent en présence dans le salon de Fédora, à Paris, ou la princesse et Loris viennent de rentrer après leurs deux semaines d'amour sans mélange. La Comtesse Olga envie leur sort et leur amour. Elle fait, en effet, à Siriex le récit de ses malheurs personnels. Depuis quinze jours, bien des choses ont traversé son existence ; elle ne veut plus se fier à personne désormais, et elle va se retirer loin du monde et de ses perfidies. Elle est désolée et découragée pour toujours. Cet homme quelle aimait tant, qu'elle tachait de lancer et de rendre célèbre, ce prétendu exilé, ce pianiste incomparable, Boleslas Lasinski en un mot, n'était qu'un vil misérable. Elle le croyait jaloux par amour parce qu'il l'empêchait de sortir, la suivait partout et épiait la moindre de ses démarches. Hélas ! non ! c'était tout simplement un espion du gouvernement russe que l'on avait attache a ses pas. Depuis qu'elle le sait, elle est désespérée, furieuse, et ne pense plus qu'à disparaître de la société parisienne. Son pianiste l'a rendue a jamais ridicule.
Fedora, elle, pense tout autrement à propos de l'amour. Elle est heureuse au possible, et elle le raconte à Siriex. Celui-ci s'émerveille beaucoup de voir ces redoutables femmes du Nord, s'acharnant à la vengeance, voulant livrer un homme à la torture et à l'échafaud et finissant par tomber dans ses bras en lui criant : Je t'aime ! Toutefois, Siriex est venu voir Fédora pour un motif sérieux ; il lui apporte les nouvelles des événements qui se sont passés depuis quinze jours. Il les tient de bonne source, étant secrétaire du Ministre à qui l'on adresse toutes les communications des pays étrangers. La première nouvelle qu'apporte Siriex est la disgrâce du préfet de police Yariskine ; destitué, et probablement arrêté en ce moment à cause de sa mauvaise conduite et de ses nombreux abus de pouvoir, ce farouche tyran n'est plus à craindre aujourd'hui pour Loris. Les autres nouvelles sont, au contraire, mauvaises et sinistres. Sur une dénonciation, arrivée de Paris au gouvernement russe, on a arrêté le frère de Loris, Valérien Ipanoff, capitaine dans la garde impériale. Yariskine, encore alors préfet de police, l'a fait arrêter comme nihiliste et l'a fait jeter dans un cachot profond au-dessous du niveau de la Neva ; le fleuve a débordé le jour même, et Valérien est mort noyé dans son cachot. Le lendemain, il était démontré que ce jeune officier n'était pas un nihiliste : l'indignation publique a été portée à son comble contre Yariskine, et cela a été une des causes de sa disgrâce. Malheureusement, ce malheur n'a pas été le seul. La mère des deux Ipanoff, déjà atterrée par la condamnation à mort de Loris, est tombée raide morte en apprenant l'épouvantable et injuste fin de Valérien. Ces deux malheurs sont dus au denonciateur inconnu qui semble s'être si particulièrement acharné contre la famille Ipanoff.
Fédora, épouvantée de son œuvre, perd la tête et s'injurie. Semblant s'adresser à une autre personne, elle insulte le misérable dénonciateur, le tigre féroce qui a causé de tels malheurs. Et Loris, qui l'entend et qui voit, en entrant dans le salon, la douleur et la colère de sa bien-aimée Fédora, la remercie avec une vive et reconnaissante émotion. Fédora recule d'abord devant ces remerciements, qu'elle est si loin de mériter, et elle s'écrie qu'elle est une miserable ! — Pourquoi êtes-vous une miserable ? demande Loris étonné. — Parce que, j'ai pu vous croire coupable et criminel, répond la princesse. — Eh ! qu'importe ! dit Loris. Vous l'avez cru, comme beaucoup d'autres l'ont cru. Vous ne le croyez plus aujourd'hui, c'est l'essentiel. Vous m'aimez, n'est-ce pas mon bonheur, mon absolution, ma consolation ?
Depuis qu'ils sont partis de Paris, il est arrivé plusieurs lettres de Russie pour Loris ; elles ont été adressées chez Fédora afin que les espions russes ne les saisissent pas chez lui. Il les prend et les ouvre. Il commence par un télégramme, qui est de son ami Boroff ; Loris y lit ces mots : « J'ai obtenu ta grâce. » Sa joie éclate en voyant son honneur réparé, ainsi que sa fortune ; il pourra rentrer dans son pays et y épouser Fedora. Puis, il lit les lettres, tandis que Fédora reste muette et glacée de terreur en comprenant que bientôt tout son bonheur va s'évanouir sans espoir de retour. Dans les lettres que lit Loris, se trouve le lamentable récit de l'épouvantable mort de son frère Valérien et de la triste fin de leur mère bien-aimée. Mais Loris y lit aussi qu'on lui révélera le nom de l'infâme accusateur, du dénonciateur qui a ainsi menti et cause tant de maux irréparables. Ah ! comme il tarde à Loris de connaitre ce nom et de punir ce lâche et ignoble faussaire ! Fédora tremble de tous ses membres ; non certes qu'elle craigne la mort, mais elle sent bien qu'elle va perdre l'amour de Loris. Aussi, supplie-t-elle son amant de rester calme, généreux ; de ne plus chercher de vengeance. Ne lui reste-t-il pas l'avenir, la fortune et l'amour ? Loris la rassure ; il l'aimera toujours, mais il lui est bien permis de rechercher et de punir l'ennemi inconnu qui lui a enlevé son honneur et sa famille. Ce moment ne tardera pas puisque, dès que son ami Boroff sera arrivé à Paris, il saura le nom de l'infâme délateur. Après sa vengeance, il sera tout à Fédora, car il l'aime, il l'adore !
On annonce Boroff. Fédora ne veut pas que Loris le reçoive ; elle veut, auparavant, lui dire tout. Elle connait l'infâme dénonciateur ; c'est une femme. Faut-il, doit-on se venger d'une femme ? — Vous la connaissez donc ? crie Loris. — Oui, pardonnez-la, oubliez-la, ayez pitié d'elle ! Ces mots n'arrêtent pas Loris, qui donne l'ordre d'introduire Boroff. En entendant cet ordre, Fédora n'y tient plus ; elle avale un poison mortel qu'elle tenait renferme dans un bijou byzantin, provenant de ses ancêtres les Empereurs de Constantinople, et qu'elle portait constamment suspendu à sou cou ; elle s'affaisse, elle pâlit et demande tellement grâce pour la coupable que Loris, frappé d'une idée subite, comprend que c'est elle qui l'a dénoncé et qui a causé la mort de ses parents. Il l'accable d'injures et de malédictions. Mais, la voyant ainsi désespérée, Loris sent bientôt son amour reprendre le dessus ; il veut lui pardonner, il essaie de la rappeler à la vie, il crie au secours ! C'est en vain ! Le poison est inexorable Fédora meurt sous les baisers de son amant impuissant à la sauver !